# Villa Nueva (Guatemala)
Villa Nueva es una ciudad multifuncional en Guatemala circunscrita dentro del Departamento de Guatemala, forma parte del Área Metropolitana de Guatemala y es la tercera ciudad más poblada del país solamente superada por la Ciudad de Guatemala y Mixco, además es la octava ciudad más poblada de Centroamérica. Villa Nueva se ubica dentro de las cinco ciudades más competitivas e importantes del país desde 2019 según el Índice de Competitividad Local presentado por la Fundación para el Desarrollo de Guatemala (Fundesa) obteniendo un ICL de 70.22 pts y un 98.4% de urbanización para el 2020, además Villa Nueva esta dentro de los tres municipios que lideran el potencial productivo en la región y obtiene el quinto lugar entre los mejores municipios para hacer negocios en Guatemala. La población estimada por el Instituto Nacional de Estadística de Guatemala es de 483 897 habitantes para el año 2022.
La ciudad está localizada en un valle en el área sur central del país, abarcando de norte a sur desde el kilómetro 7 carretera internacional al Pacífico CA-9 (Calzada Raúl Aguilar Batres  y 37 calle de la zona 12 de Villa Nueva) hasta el km 25.2 carretera internacional al Pacífico CA-9 (Planes de Bárcena). Colinda al norte con la ciudad de Mixco y la Ciudad de Guatemala; al este con San Miguel Petapa, al sur con el Lago de Amatitlán y la ciudad de Amatitlán; al oeste con los municipios de Magdalena Milpas Altas, Santa Lucía Milpas Altas y San Lucas Sacatepéquez en el Departamento de Sacatepéquez.
Villa Nueva es la sede y cabecera de la Mancomunidad Gran Ciudad del Sur, cuyo propósito es promover el desarrollo económico y sostenible de la región sur del Departamento de Guatemala, fortaleciendo las capacidades de las Municipalidades afiliadas, con apoyo del Sector Público, sector privado, Bancos de Desarrollo y Comunidad Local. Dicha Mancomunidad está conformada por siete municipios del Sur del Departamento de Guatemala: Amatitlán, Ciudad de Guatemala, Mixco, San Miguel Petapa, Santa Catarina Pinula, Villa Canales y Villa Nueva. 
Las 11 zonas de la ciudad abarcan una extensión territorial de 114 kilómetros cuadrados de área en total, de la que una parte se encuentra dentro de la cuenca del lago de Amatitlán. La altitud que se registra en el parque central del municipio, es de 1330.24 metros sobre el nivel del mar. El clima en la ciudad de Villa Nueva es considerado templado, alcanzando durante todo el año, temperaturas máximas de 26 °C y mínimas de 8 °C.

## Historia

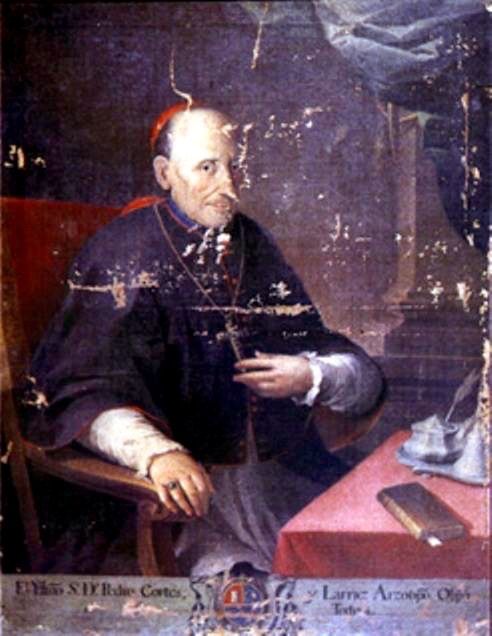
Arzoobispo Pedro Cortés y Larraz, quien entre 1768 y 1770 recorrió la Ciudad de Guatemala para conocer su arquidiócesis y describió a la entonces Villa de Concepción como un pueblo de ladinos cercano al pueblo de Petapa, que era de indígenas.

Villa Nueva es un municipio fundado por españoles y ladinos, que escaparon de la inundación del río Tulujá, durante el llamado “Diluvio de San Dionisio”, acaecido la noche del 9 de octubre en 1762, en el pueblo viejo de Petapa, situado en donde actualmente se establece el municipio de Villa Canales. La fundación del municipio de Villa Nueva de la Concepción se realizó en el año 1763. Los españoles decidieron trasladarse al paraje denominado Valle de las Mesas, lo de Barillas, y fundar allí una nueva población para protegerse de otra posible catástrofe o inundación. Los primeros pobladores fueron unas ciento cincuenta familias. Tras el terremoto de 1773, muchas familias de Antigua Guatemala, ilustres y acomodadas, llegaron a la población de Villa Nueva para formar parte de ella aumentando así el número de pobladores y familias. Las personas que intervinieron en la fundación, fueron el procurador Casimiro Estebán de Arrea, quien presentó el primer escrito a Alfonso Fernández de Heredia, mariscal de campo de los Reales Ejércitos de Su Majestad, gobernador y capitán general del Reino de Guatemala, a quien se le solicitó formar un pueblo separado del antiguo Petapa en el paraje llamado Lo de Barillas, por su buen terreno y clima generoso, además de contar con agua del río de los Plátanos, con el permiso del  dueño del terreno, Blas de Rivera y del bachiller Manuel de Morga. Este escrito estuvo a la vista del fiscal, quien dio su parecer a favor, firmando el veinte de enero de 1763. Autos y vistos conceden licencia que pide la feligresía de ladinos del pueblo de Petapa para el traslado al paraje lo de Barillas. Firman  Alfonso Fernández de Heredia por mando de Augustín de Guirola y Castro.
En seguida, el mismo procurador pidió al gobierno eclesiástico la licencia para el traslado de la iglesia a la nueva población con todas las cofradías y hermandades de la antigua localidad, la que fue otorgada por el señor Francisco Joseph de Palencia, deán de la Santa Iglesia Metropolitana de Guatemala, previsor, vicario general y gobernador en el Arzobispado.
Así fue como se trasladó también la parroquia consagrada de la Concepción Purísima de Nuestra Señora al nuevo establecimiento llamado "Lo de Barrillas" y se conoció con el nombre de "Villa Nueva de Concepción del Valle de las Mesas", inicialmente.
Efectuados los requisitos y trámites ante el alcalde mayor de Amatitlán y Sacatepéquez, Estanislao Antonio Croquer, en señal de fundación de la nueva "Villa",se dispusieron solares donde se construirían la iglesia, la plaza central (que quedó señalada como plaza mayor con sus calles de 8 varas de ancho alrededor y una al centro en diagonal, de 10 varas, destinadas para el camino real de tráfico de las provincias de la ciudad de Guatemala).
| «La Villa Nueva de la Concepción, fundada en el año de 1763, se halla situada en un plano suavemente inclinado al Oriente comenzando su elevación por el Poniente en las rápidas alturas de la Embaulada, Magdalena, Santo Tomás y Monterico, suavizándose al llegar á Barcena á una legua, hasta terminar casi imperceptible á dos mil varas hacía el pueblo de Petapa. Según el Observatorio de Madrid está á las 14°35'32" latitud Norte y los 86°43'45" longitud Oeste, teniendo 3,906 pies sobre el nivel del mar... En la actualidad no tiene ejidos, y es tan pequeña que no posee más local que el que ocupa la población, pues los linderos de las haciendas que la circundan llegan hasta las casas de la misma Villa. La área que comprende su feligresía, incluso el terreno del Comuncito, Najerita y la Villa es de 173 caballerías. Esta es la única población de la República que no tiene ejidos."» —Memoria del estado actual de la parroquia de Concepción de Villa Nueva, de José María Navarro. |

Villa Nueva fue fundada en 1763 bajo el gobierno del Reino de Guatemala.

El arzobispo Pedro Cortés y Larraz realizó una visita pastoral a su arquidiócesis entre los años de 1768 y 1770. El arzobispo fue una notable figura en el clero colonial, tenaz opositor al detrimento económico del clero secular a su cargo derivado del traslado y edificación de la nueva capital después de los terremotos de Santa Marta que destruyeron a la capital Santiago de los Caballeros de Guatemala en 1773. Del recorrido episcopal por Guatemala redactó una crónica de viaje en la que relata que llegó a la entonces parroquia de San Miguel Petapa y que Villa Nueva —mencionada como «Villa de la Concepción»—, estaba a 1.5 leguas de distancia de la cabecera parroquial, con doscientas dieciocho familias que hacían un total de seiscientas un personas. Se refirió a la destrucción de la primitiva Petapa y el traslado posterior a Villa Nueva, escribiendo lo siguiente: «...en esta mudanza los indios y ladinos que hacían un pueblo formaron dos. Uno es el nuevo Petapa y es el de los indios, y otro la Villa de la Concepción y es el de los ladinos, quedando en el pueblo arruinado los vecinos y pocas personas que se dicen arriba. El idioma materno de los indios y el que regularmente hablan es el pokoman...»

### Tras la independencia de Centroamérica
Tras la Independencia de Centroamérica en 1821, la constitución del Estado de Guatemala promulgada el 11 de octubre de 1825 también estableció los circuitos para la administración de justicia en el territorio del Estado; allí se menciona que Villa Nueva pertenía al circuito Sur-Guatemala junto con los barrio de las parroquias de Santo Domingo y de Los Remedios, y los poblados de San Pedro Las Huertas, Ciudad Vieja, Guadalupe, Pinula, Arrazola, los Petapas, Amatitlán y Mixco.
Es de resaltar que gran parte del pasado del municipio se conoce por la obra Memoria del estado actual de la parroquia de Concepción de Villa Nueva, del clérigo José María Navarro. Escrito en 1856, durante el gobierno conservador del general Rafael Carrera y Turcios, poco después de la creación de la República de Guatemala en 1847, el cura dedicó la obra al arzobispo de Guatemala, a cuyo pedido la redactó como antes lo había hecho en el municipio de San Martín Jilotepeque, Chimaltenango, reuniendo en el texto la geografía, particularidades, leyendas, anécdotas, descripciones, referencias e información exhaustiva de Villa Nueva.  Entre los detalles que incluyó Navarro está la aparición del esqueleto de un mastodonte, las imágenes de la iglesia (algunas aun hoy conservadas) y las fuentes públicas de la época.
La finca “El Ingenio Frutal” se segrega de San Miguel Petapa,  y se anexa a Villa Nueva según el Acuerdo de 29 de noviembre de 1920, además se compra terreno para ampliar el camino Villa Nueva, Petapa y Mixco esto según el acuerdo de 30 de abril de 1925 y se declara de utilidad y necesidad pública la ampliación de la vuelta que existe en el
pueblo de Villa Nueva, en la esquina llamada El bulevar, que es la salida para
Amatitlán según el acuerdo de 13 de octubre de 1932.

### Creación del departamento de Amatitlán

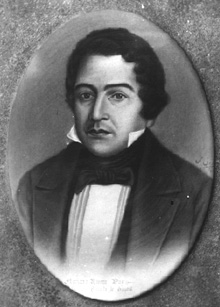
Retrato de Mariano Rivera Paz, gobernador del Estado de Guatemala que instituyó a Amatilán como distrito independiente en 1839.

Tras la Independencia de Centroamérica y durante el gobierno de Mariano Rivera Paz, por decreto del 6 de noviembre de 1839,Amatitlán formó un distrito independiente junto con Palín y Villa Nueva para su gobierno político. El decreto del 6 de noviembre de 1839 textualmente dice:
1. «La ciudad de Amatitlán, San Cristóbal Palín, Villa Nueva, San Miguel y Santa Inés Petapa y todos los lugares anexos a estas poblaciones compondrán un distrito independiente para el gobierno político y será a cargo de un teniente corregidor, que ejercerá sus funciones con arreglo a la ley de 2 de octubre de este año y gozará la dotación de mil pesos anuales».[23]
2. «En el mismo distrito se establecerá un Juez de primera instancia para la administración de Justicia.»[22]

El distrito cambió su nombre y categoría a departamento, pasando a ser el Departamento de Amatitlán conforme acuerdo del Ejecutivo del 8 de mayo de 1866 del gobierno del mariscal Vicente Cerna y Cerna.

### Descripción del departamento en 1902
El 18 de mayo de 1892 se dispuso la formación de un censo general de la República, por lo que en fechas posteriores se realizó un trabajo para compilar la demarcación política de Guatemala.
El trabajo de la Demarcación Política de la República de Guatemala se publicó en 1902, y describe al departamento de Amatitlán así: «Este departamento, cuya cabecera es la ciudad del mismo nombre, a 1296 msnm, está clasificado entre los del Sur de la República, y está limitado: al Norte, por el de Guatemala; al Oriente, por el mismo y el de Santa Rosa; al Sur, por el de Escuintla y al Poniente, por el de Sacatepéquez.  Además del municipio de la ciudad de Amatitlán, constituyen el departamento los siguientes: San Vicente, Villa Nueva, Palín, San Miguel Petapa y Santa Inés Petapa.  Atraviesa el departamento la línea férrea que de Guatemala va al Puerto de San José.  Las principales producciones del departamento son: el café, maíz, caña de azúcar y frijol.  Abundan los patos para ganado.  Sus moradores se dedican, además de las labores agrícolas e industriales, a la fabricación de tejidos».

### Abolición del departamento de Amatitlán e incorporación de Villa Nueva al departamento de Guatemala
El departamento de Amatitlán fue suprimido por decreto legislativo 2081 del 29 de abril de 1935 durante el gobierno del general Jorge Ubico. El decreto legislativo 2081 textualmente dice: 
| «Considerando que es conveniente para los intereses del país la supresión del departamento de Amatitlán, por tanto decreta: - Artículo 1.°: Se suprime el departamento de Amatitlán - Artículo 2.°: Los municipios de Amatitlán, Villa Nueva, San Miguel Petapa y Villa Canales quedan incorporados al de Guatemala y los de Palín y San Vicente Pacaya al de Escuintla. - Artículo 3.°: El Ejecutivo dictará las medidas del caso para el cumplimiento, del presente decreto que entrará en vigor el 1.º de julio del corriente año». |

### Segunda mitad delsigloXX
En la década de 1950 se inició el desarrollo industrial de la Ciudad, cuyo propósito era llegar a convertirse en la ciudad industrial del país. No obstante, en las décadas de 1970 y 1980, la creciente migración rural en busca de empleo urbano dentro de la región metropolitana provocó el establecimiento de asentamientos marginales, que llegaron a ser los más grandes de Guatemala. En torno a todo esto, el desarrollo de vivienda para la clase media encontró en Villa Nueva por su vecindad inmediata al trabajo local y capitalino un gran crecimiento, sustituyendo las tierras que antes eran de uso agroindustrial. Incluso, elevaciones orográficas serían removidas por el desarrollo urbano, como fue el caso de la alteración topográfica en las áreas de El Frutal para convertirse en áreas residenciales densamente pobladas.

## Demografía
| Gráfico no disponible temporalmente debido a problemas técnicos. |                                                                  |
|                                                                  | Gráfico no disponible temporalmente debido a problemas técnicos. |

La población del municipio de Villa Nueva creció de 355.901 habitantes según el censo de 2002 a una población de 618.397 en el 2020 según el Instituto Nacional de Estadística. No obstante se estima que actualmente la población total supere el millón y medio de habitantes según la Municipalidad de Villa Nueva. La ciudad se caracteriza por tener gente joven pues el 60% de la población de Villa Nueva son niños y jóvenes, el 94.1% de la población total es ladina y un 5.9% pertenece a la etnia maya. 
La ciudad de Guatemala ya sobrepasó sus límites jurisdiccionales y, ahora conforma la llamada Área Metropolitana de Guatemala (o AMG), que constituyen los municipios de Guatemala, Villa Nueva, San Miguel Petapa, Mixco, San Juan Sacatepéquez, San José Pinula, Santa Catarina Pinula, Fraijanes, San Pedro Ayampuc, Amatitlán, Villa Canales, Palencia y Chinautla. La población total de dicha área alcanza los 5 103 685 de habitantes que conviven durante el día, pero durante la noche la población que resta llega a la mitad de personas produciendo constantes embotellamientos en horas pico, tanto en las entradas por la mañana como en las salidas durante horas vespertinas.

### Religión
La población de la ciudad es predominantemente cristiana, debido al fuerte arraigo de la religión Católica desde la época colonial y al auge de las denominaciones protestantes a partir de la segunda mitad del siglo xx.
El mayor símbolo religioso es la iglesia en la Plaza Central, monumento que data del final de la época colonial, tiene 50 varas de longitud por 16 de altitud. Actualmente existen otros grupos cristianos entre algunos se encuentran los Mormones, Adventistas del Séptimo Día, Ortodoxos y Testigos de Jehová. Finalmente, debido a la llegada de extranjeros de origen árabe, israelí y asiático, existen comunidades de Judaísmo, Musulmanes y Budistas que asisten a sus iglesias ya sea dentro del municipio o en la Capital. Actualmente un porcentaje de la población indica no tener afiliación religiosa o dice ser ateo o agnóstico.

## Geografía física

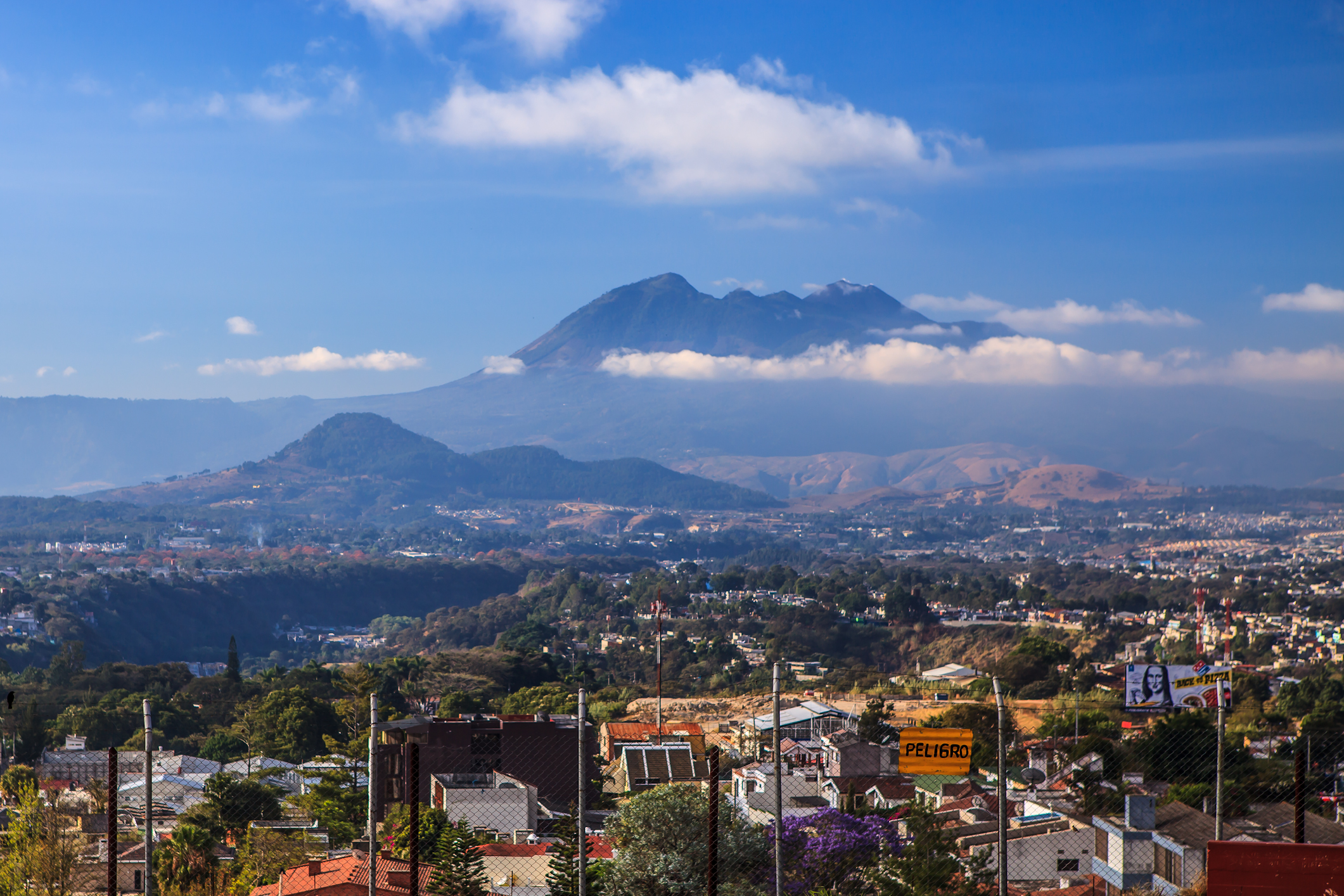
El Volcán Pacaya y los marcados accidentes geográficos de Villa Nueva.

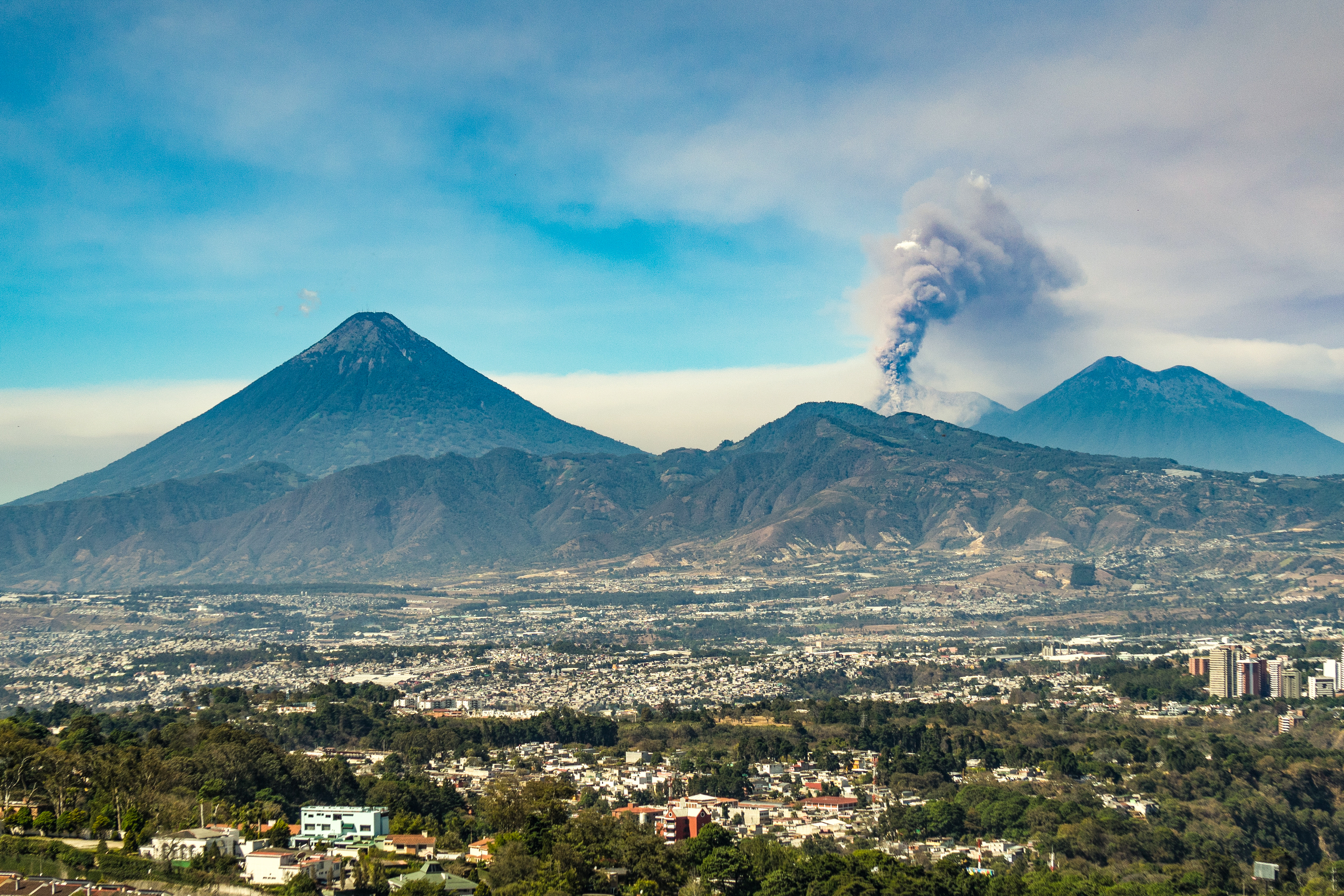
Panorámica de la ciudad, al fondo los volcanes de Agua, Fuego y Acatenango.

El área del municipio es de 114 kilómetros cuadrados. En lo que se refiere a condiciones geológicas del municipio puede decirse que su cabecera se encuentra dentro del llamado “Graben de Guatemala”, que define la depresión del Valle de Las Vacas o de La Virgen. En el mismo se encuentra un relleno de espesor variable, pero considerable, de cenizas y pómez recientes. Esos materiales piroclásticos fueron depositados originalmente ya sea por lluvias o en parte por avalanchas de cenizas, produciendo mantos superpuestos. La precipitación y las aguas fluviales depositaron estas cenizas en las partes más bajas del valle. Las mencionadas cenizas pómez recientes, son el producto de erupciones volcánicas explosivas y se conocen en la industria de construcción como arena blanca. Su granulometría puede variar entre polvo volcánico, de fracciones de milímetro, hasta componentes individuales de 20cm de diámetro. En el cauce y banco del río Villalobos, que corre al este de la cabecera, se encuentran gravas y arenas que son explotadas comercialmente.
Se hallan las montañas Cruz Grande, El Chifle, El Sillón, El Ventarrón, La Peña y Pueblo Viejo; y como accidentes orográficos menores están los cerros Loma de Trigo, Monte Rico y San Rafael. Entre los cuerpos hidrográficos están Mashul, Parrameño, Platanitos, Villalobos y San Lucas, todos altamente afectados por la contaminación proveniente de la Ciudad de Guatemala. En especial, el mayor recurso hidríco es el lago de Amatitlán, espejo de agua cercano a la ciudad. que se encuentra cercano a la colonia Eterna primavera la cual se encuentra en la zona 4 de Villa Nueva.

### Clima
Villa Nueva tiene clima templado (Clasificación de Köppen: Aw).
La Ciudad se encuentra situada en el trópico de cáncer, razón por la cual no existen cuatro estaciones definidas como en los hemisferios norte o sur, sin embargo por las horas de luz a lo largo del año las cuales tiene una variación de únicamente dos horas; es más semejante con las estaciones del hemisferio norte.
La ciudad de Villa Nueva goza de un clima subtropical de tierras altas, debido a su elevación sobre el nivel del mar, por lo que tiende a tener un clima muy suave, casi primaveral a lo largo del año.
Existen dos temporadas muy bien marcadas en año:
La temporada de lluvias se extiende de mayo a octubre y la temporada seca que va de noviembre a abril.
Por las horas de luz en el año podría decirse que el verano va de junio a septiembre con temperaturas que oscilan entre 16 y 28 °C, generalmente presentan mañanas soleadas y tardes de lluvia o tormentas eléctricas, la sensación térmica en esta estación puede ser un poco más elevada en el periodo de canícula o recesión de las lluvias, que generalmente se da entre los meses de julio y agosto; presentando los niveles de humedad más altos en todo en año.
El otoño como en la mayor parte de los países tropicales es poco perceptible, en Villa Nueva va de finales de septiembre a finales de diciembre y se caracteriza principalmente por el incremento de lluvias al inicio de la estación (septiembre-octubre), por el ingreso de los primeros frentes fríos procedentes del norte, la disminución de temperaturas y el incremento de la velocidad del viento.
El invierno va de finales de diciembre a finales de marzo y se caracteriza por la disminución de temperaturas principalmente en los meses de enero y febrero donde se han registrado las temperaturas mínimas récord (6 °C) con sensaciones térmicas de hasta cinco grados menos por la velocidad del viento.
La primavera es la estación más calurosa en Ciudad de Villa Nueva y en el interior del país, debido a esto la mayoría de personas suele llamarle verano, esta va de finales de marzo a finales de junio y se caracteriza principalmente por el florecimiento de diversos árboles en la Ciudad (matilisguates, jacarandas, palos blancos, framboyanes, entre otros) así como por el viento sur constante, amaneceres con bancos de niebla y las temperaturas más altas en todo el año las cuales pueden superar en algunas ocasiones los 30 °C.
El clima se ve altamente influenciado en Guatemala por los fenómenos naturales de El Niño y La Niña, los cuales pueden cambiar por completo los parámetros de las condiciones atmosféricas; derivando situaciones extremas de sequías, ciclones tropicales, inundaciones y temperaturas máximas y mínimas poco habituales.
| Parámetros climáticos promedio de Villa Nueva | Parámetros climáticos promedio de Villa Nueva | Parámetros climáticos promedio de Villa Nueva | Parámetros climáticos promedio de Villa Nueva | Parámetros climáticos promedio de Villa Nueva | Parámetros climáticos promedio de Villa Nueva | Parámetros climáticos promedio de Villa Nueva | Parámetros climáticos promedio de Villa Nueva | Parámetros climáticos promedio de Villa Nueva | Parámetros climáticos promedio de Villa Nueva | Parámetros climáticos promedio de Villa Nueva | Parámetros climáticos promedio de Villa Nueva | Parámetros climáticos promedio de Villa Nueva | Parámetros climáticos promedio de Villa Nueva |
| Mes                                           | Ene.                                          | Feb.                                          | Mar.                                          | Abr.                                          | May.                                          | Jun.                                          | Jul.                                          | Ago.                                          | Sep.                                          | Oct.                                          | Nov.                                          | Dic.                                          | Anual                                         |
| --------------------------------------------- | --------------------------------------------- | --------------------------------------------- | --------------------------------------------- | --------------------------------------------- | --------------------------------------------- | --------------------------------------------- | --------------------------------------------- | --------------------------------------------- | --------------------------------------------- | --------------------------------------------- | --------------------------------------------- | --------------------------------------------- | --------------------------------------------- |
| Temp. máx. media (°C)                         | 22.2                                          | 24.1                                          | 27.4                                          | 27.8                                          | 27.5                                          | 25.9                                          | 25.9                                          | 26.2                                          | 25.5                                          | 23.4                                          | 22.9                                          | 21.8                                          | 25.1                                          |
| Temp. media (°C)                              | 16.4                                          | 17.8                                          | 20.9                                          | 21.7                                          | 22.0                                          | 21.3                                          | 21.2                                          | 21.3                                          | 20.9                                          | 17.7                                          | 16.8                                          | 15.3                                          | 19.4                                          |
| Temp. mín. media (°C)                         | 8.6                                           | 12.6                                          | 14.5                                          | 15.7                                          | 16.6                                          | 16.8                                          | 16.6                                          | 16.4                                          | 15.4                                          | 14.0                                          | 12.8                                          | 10.8                                          | 14.2                                          |
| Precipitación total (mm)                      | 1                                             | 3                                             | 5                                             | 26                                            | 126                                           | 253                                           | 217                                           | 182                                           | 244                                           | 130                                           | 16                                            | 5                                             | 1208                                          |
| Fuente: Climate-Data.org                      |                                               |                                               |                                               |                                               |                                               |                                               |                                               |                                               |                                               |                                               |                                               |                                               |                                               |

### Ubicación geográfica
| Noroeste: Ciudad de Mixco | Norte: Ciudad de Guatemala                   | Noreste: Ciudad de Guatemala |
| Oeste: Magdalena Milpas Altas, Santa Lucía Milpas Altas y San Lucas Sacatepéquez, municipios del departamento de Sacatepéquez |                                              | Este: San Miguel Petapa      |
| Suroeste: Ciudad de Amatitlán                                                                                                 | Sur: Ciudad de Amatitlán y Lago de Amatitlán | Sureste: Lago de Amatitlán   |

## Gobierno municipal
El gobierno de los municipios de Guatemala está a cargo de un Concejo Municipal, de conformidad con el artículo 254 de la Constitución Política de la República de Guatemala, que establece que «el gobierno municipal será ejercido por un consejo municipal». A su vez, el código municipal —que tiene carácter de ley ordinaria y contiene disposiciones que se aplican a todos los municipios de Guatemala— establece en su artículo 9 que «el consejo municipal es el órgano colegiado superior de deliberación y de decisión de los asuntos municipales… y tiene su sede en la circunscripción de la cabecera municipal». Por último, el artículo 33 del mencionado código establece que al «gobierno del municipio [le] corresponde con exclusividad al consejo municipal el ejercicio del gobierno del municipio».

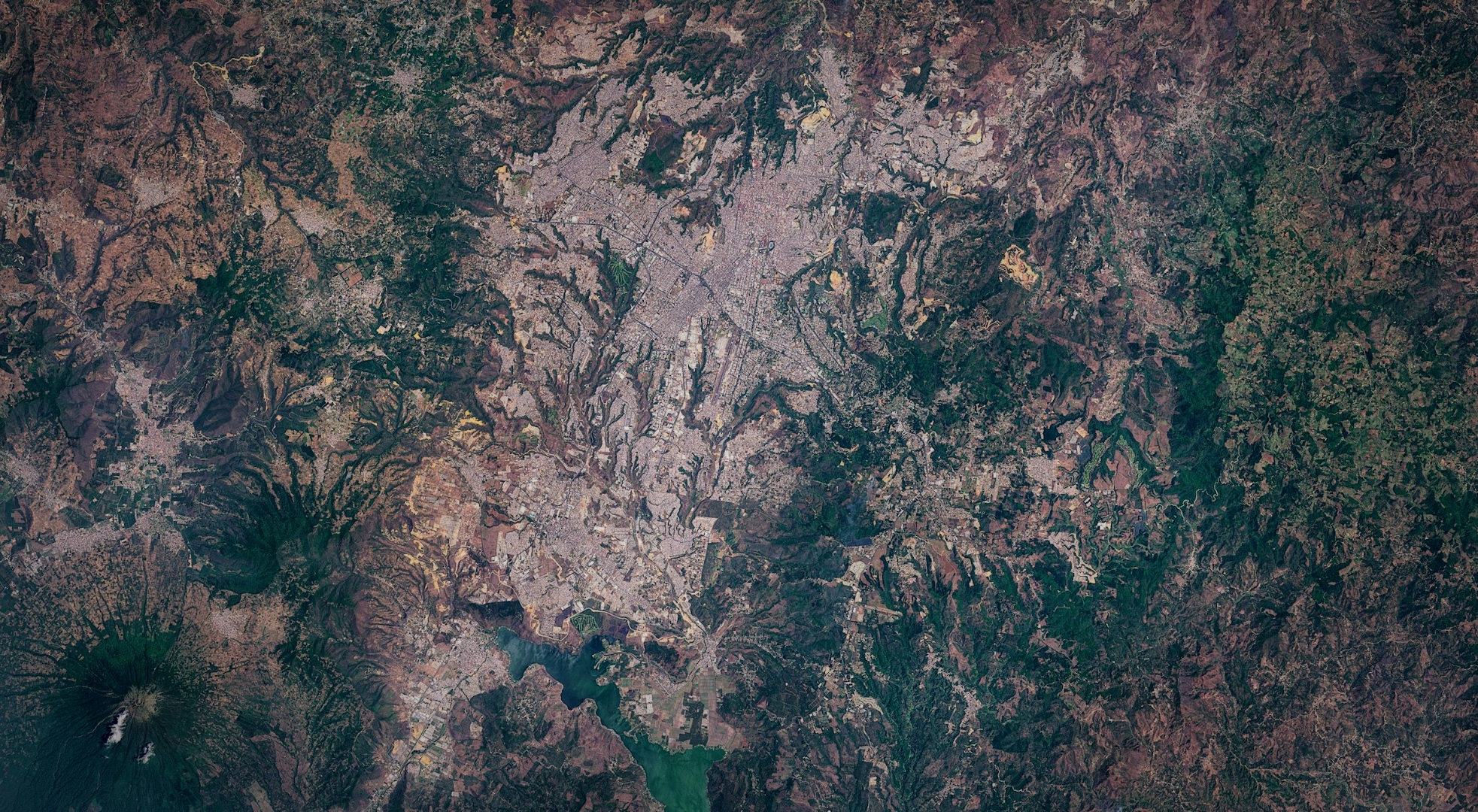
Vista Satelital de Villa Nueva dentro del AMG.

El consejo municipal se integra de conformidad con lo que establece la Constitución en su artículo 254, es decir «por un consejo el cual se integra con el alcalde, los síndicos y concejales, electos directamente por sufragio universal y secreto para un periodo de cuatro años, pudiendo ser reelectos». Al respecto, el código municipal en el artículo 9 establece «que se integra por el alcalde, los síndicos y los concejales, todos electos directa y popularmente en cada municipio de conformidad con la ley de la materia».
El alcalde Salvador Gándara, quien sirvió de 2000 a 2011, fue incluido entre los nominados para Alcalde del Mundo en 2008;  pero posteriormente tuvo problemas legales.  Estuvo seis meses en prisión por supuestamente haber tomado fondos de la municipalidad de Villa Nueva y luego, después de verse envuelto en un escándalo de corrupción tras ser Ministro de Gobernación, no se le permitió participar en las elecciones de 2011 ni en las elecciones de 2015. Fue enviado nuevamente a prisión el 1 de octubre de 2015 bajo los cargos de fraude y conspiración debido a estar involucrado en la construcción fraudulenta de la cárcel de máxima seguridad Fraijanes II luego de que no pudo pagar la fianza de quince millones de quetzales que le habían impuesto.

## Mancomunidad Gran Ciudad del Sur
El 28 de mayo de 2012 fue creada la Mancomunidad Gran Ciudad del Sur con el propósito de solucionar los problemas más comunes dentro de la jurisdicción de las 7 ciudades que la conforman, dichos problemas incluyen problemas con el transporte, rescate del lago de Amatitlán, seguridad, barrios y comunidades de verdad, educación, salud, tratamiento de desechos sólidos e infraestructura. Actualmente la sede de dicha mancomunidad se ubica en el Centro de Comercio de la zona 4 de Villa Nueva a un costado del Mercado Municipal. Dicha mancomunidad está conformada por las ciudades de Amatitlán, Ciudad de Guatemala, Mixco, San Miguel Petapa, Santa Catarina Pinula, Villa Canales y Villa Nueva.

### Integración  de la Ciudad de Guatemala a la mancomunidad
El 2 de octubre de 2019 se incorporó la Ciudad de Guatemala a la Mancomunidad, esto con el propósito de prestar servicios públicos de forma mancomunada y hacer más fácil captar recursos para proyectos en fase de planificación. Entre los proyectos que el alcalde de la Ciudad de Guatemala junto con los otros seis alcaldes electos promueven esta la construcción de 11 pasos a desnivel para 2020.

## Características de la Ciudad

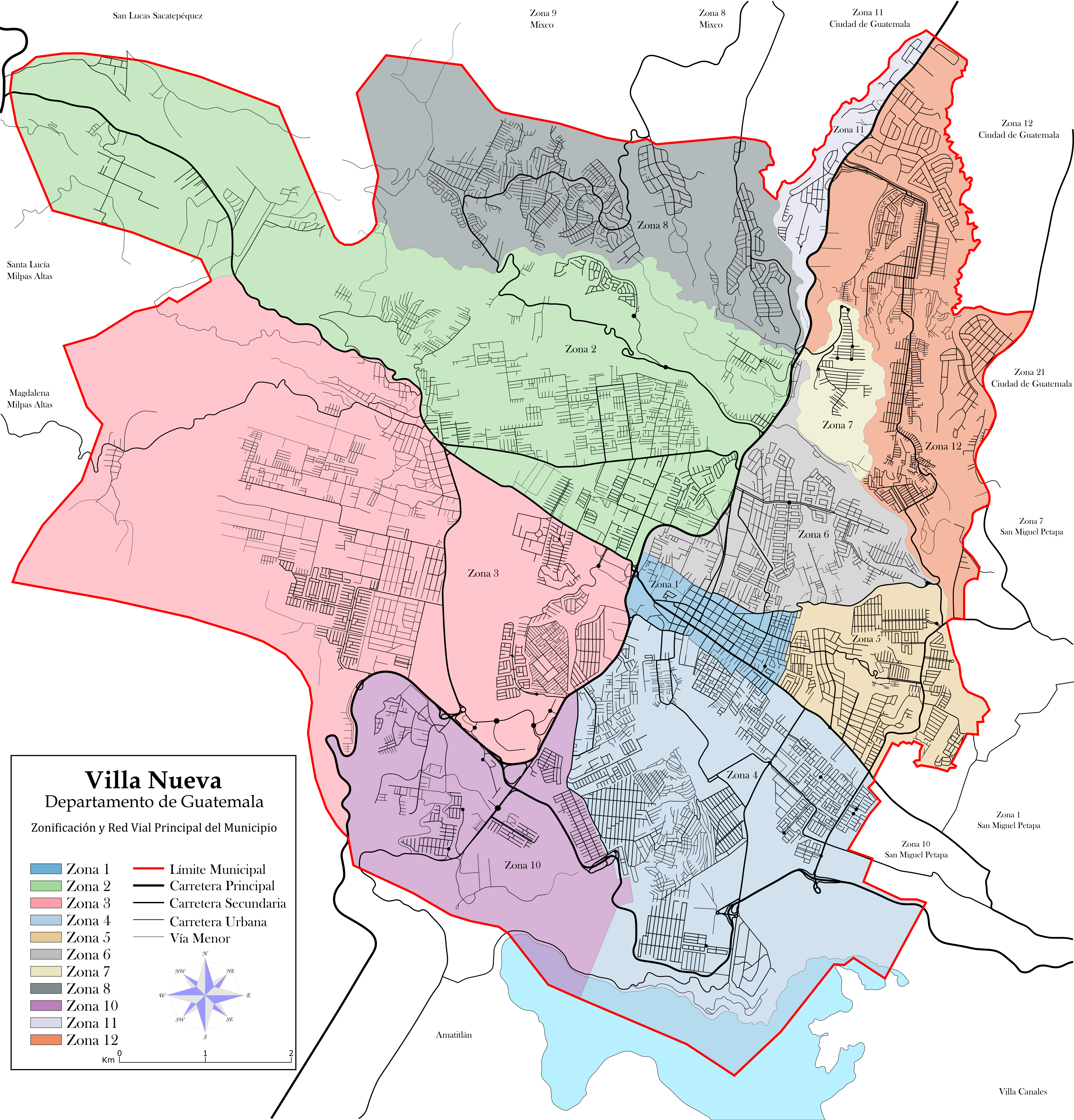
Mapa territorial de Villa Nueva.

La Municipalidad de Villa Nueva cuenta con el Plan Urbano Macrópolis 2040, el cual promueve el desarrollo del municipio en los próximos 23 años, dicho plan tiene como objetivo impulsar 6 ciudades compactas dentro del municipio. Desarrolladores, urbanistas y autoridades ediles apoyan dicho plan que generará desarrollo urbanístico y movilidad urbana e interacción residencial, comercial y financiera.
Antiguamente la zona 20 de la Ciudad de Guatemala abarcaba Ciudad San Cristóbal, Castañas y Monte María pero actualmente están bajo la jurisdicción de Mixco y Villa Nueva, es por ello que la zona 12 de Villa Nueva ha sido absorbida por la parte sur de la capital, por lo cual los límites actualmente se han vuelto confusos, no obstante el límite de la Ciudad Capital esta en la  37 calle sobre la Calzada Raúl Aguilar Batres y en la Colonia Valle Dorado en la zona 8 de Villa Nueva sobre el bulevar sur de Ciudad San Cristóbal, además el servicio urbano del Transmetro que cubre desde el área central de la capital tiene su estación terminal en el área del Cenma (Central de Mayoreo, uno de los mercados más grandes del país), que está ubicada en el municipio de Villa Nueva, desde este punto se pueden abordar autobuses de las llamadas rutas cortas, que trasladan a los vecinos a la Cabecera central de Villa Nueva y colonias periféricas de la Ciudad. El carácter rural del municipio se ha perdido rápidamente, para convertirse en un área urbana, satélite de la capital; la mayoría de las familias se trasladan a la ciudad de Guatemala o a uno de los municipios cercanos, para realizar sus labores o estudios, retornando por las noches, por lo cual se considera al municipio dormitorio de la metrópoli albergando a más de 1 million de habitantes y con esto se suman los asentamientos más grandes del país: la fragmentación social incide en un ambiente de inseguridad, pobre planificación e infraestructura urbana. Otro problema en la ciudad es el aumento de vehículos en los últimos años y como resultado la red vial metropolitana que está ubicada en el departamento de Guatemala y tiene como epicentro la ciudad de Guatemala ha colapsado; además de Villa Nueva los demás municipios del departamento diariamente aportan y retiran vehículos a la red vial; es un sistema complicado porque se expandió de forma desordenada y los vehículos han aumentado su caudal saturando las principales arterias de la ciudad.
La red vial es también un sistema complejo porque su funcionamiento depende de muchas variables como lluvia, desastres naturales, accidentes, vehículos averiados, precios de los combustibles, factores microeconómicos indirectos, interrupción del servicio de semáforos como consecuencia de la interrupción de la energía eléctrica, espectáculos populares, etc. Por estas variables que diariamente proponen un escenario distinto, la red vial no es solo un sistema complejo, es también un sistema abierto.

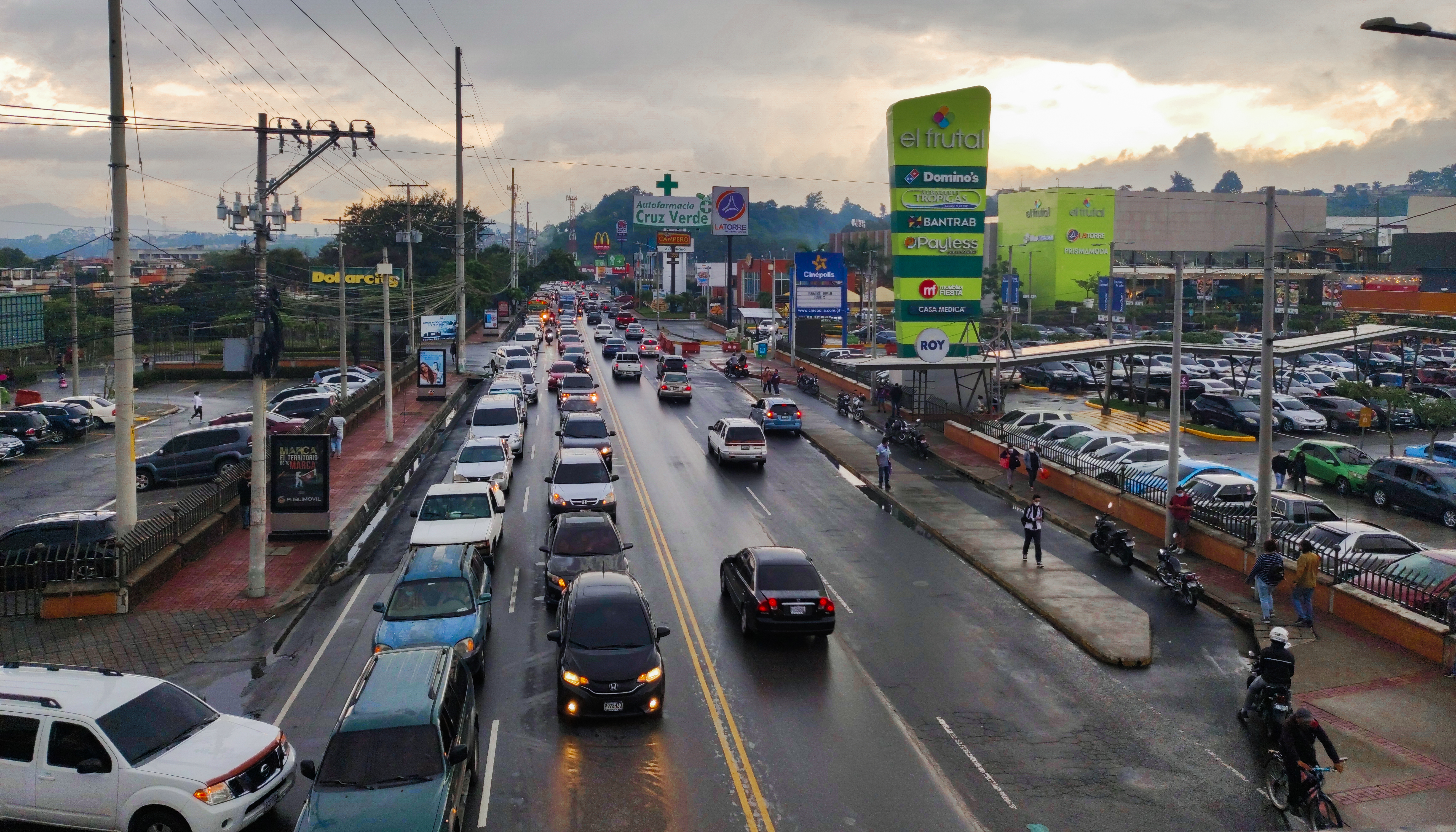
Bulevar El Frutal atraviesa la zona 5 de Villa Nueva.

Entre monumentos históricos, las casas solariegas y antiguas aun son presentes en el Centro Histórico de la circunscripción municipal. Destaca la iglesia en la Plaza Central, monumento que data del final de la época colonial, tiene 50 varas de longitud por 16 de altitud. Sus paredes tienen 10 pilastras de 9 varas de alto, 7 ventanas y 4 en el presbiterio. La iglesia se amplió a mitad del siglo XIX contribuyendo con limosnas feligreses, lo que apenas alcanzó para los cimientos, quedándose por algún tiempo detenida la obra. En el año 1848, el corregidor Braulio Civindanes le recomendó al alcalde Ignacio Arrese su conclusión, quien con limosnas de los vecinos pudo continuarla y se estrenó el 6 de diciembre de 1851. Tiene un frontispicio con 4 columnas de estilo dórico, propias del siglo XVIII. En el interior del templo se resguarda arte dieciochesco y aún anterior, como Nazarenos trasladadas del antiguo pueblo de Petapa, y retablos de valor. La ermita del Calvario, ubicada en una colina, también representa valor histórico por imágenes antiguas que conserva, si bien el edificio no es inveterado dado las consecutivas reconstrucciones que ha tenido.

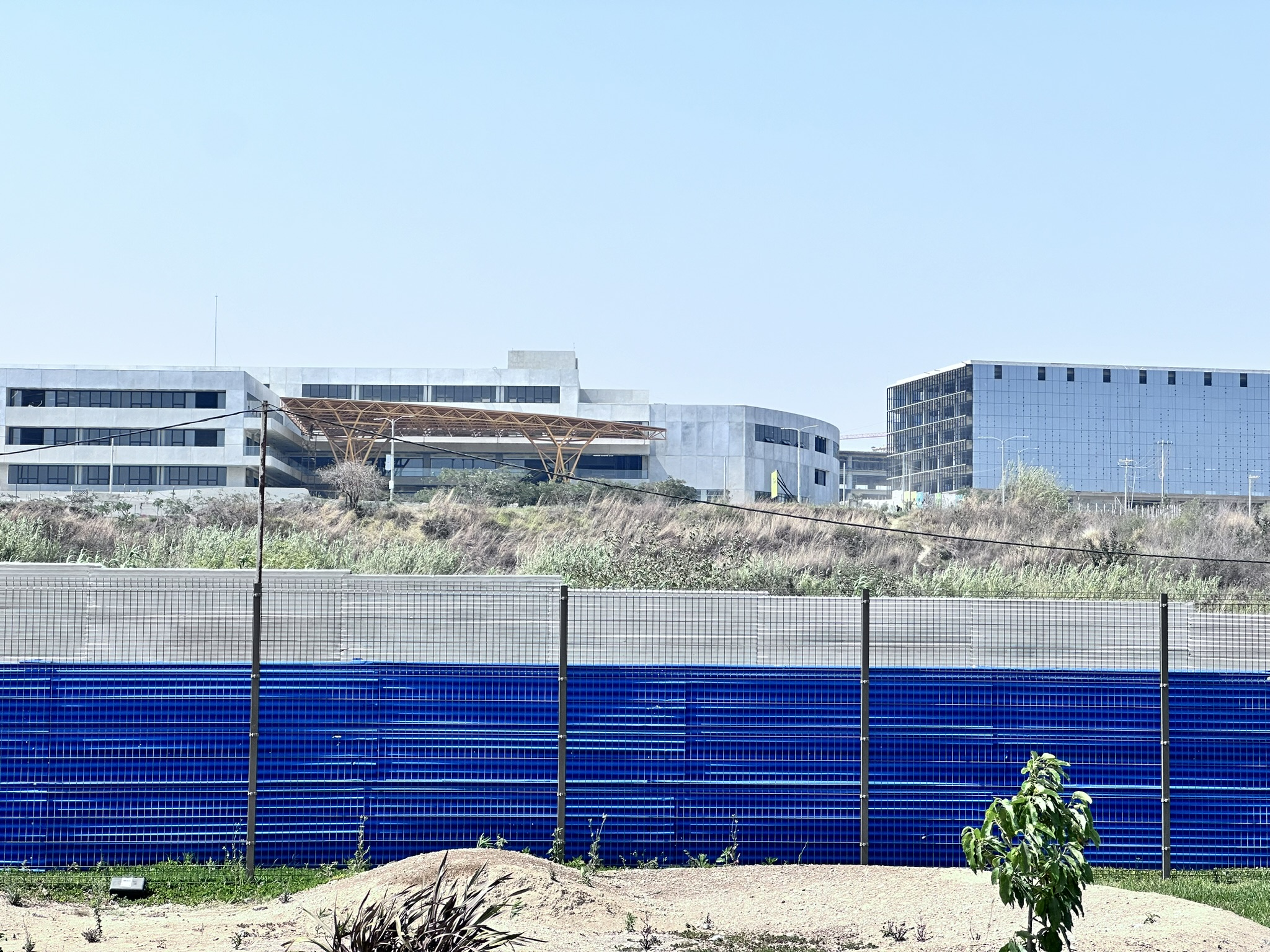
Edificios en construcción dentro de Ciudad Reformadores en la zona 4 del municipio.

Villa Nueva cuenta con todos los servicios de una ciudad nacional-funcional: energía eléctrica, agua potable, drenajes y asfalto, autopista con peaje, correos, telefonía, servicios de taxi, buses urbanos y extraurbanos, colegios, Universidades, escuelas, institutos de segunda enseñanza, salas de cine, canchas polideportivas, estadios, estación de bomberos, mercados, pensiones, restaurantes, centros comerciales, Hospital Nacional, hospitales privados, el Instituto Guatemalteco de Seguridad Social (IGSS de Villa Nueva), clínicas médicas particulares, centros de salud, Fábricas, zonas industriales, empresas privadas, cementerios, bancos estatales y privados, monumentos históricos, plaza central y varios edificios municipales y estatales, como la comisaría de la Policía Nacional Civil (PNC), Policía Municipal (PM), Policía Municipal de Tránsito (PMT), Sede del Ministerio Público, Centro de Justicia, Juzgado de Familia, Juzgado de Paz y varias iglesias católicas, templos Cristianos,Templos Adventistas del 7 día, Iglesias de Mormones y Salones de Testigos de Jehová.

### Vías de comunicación

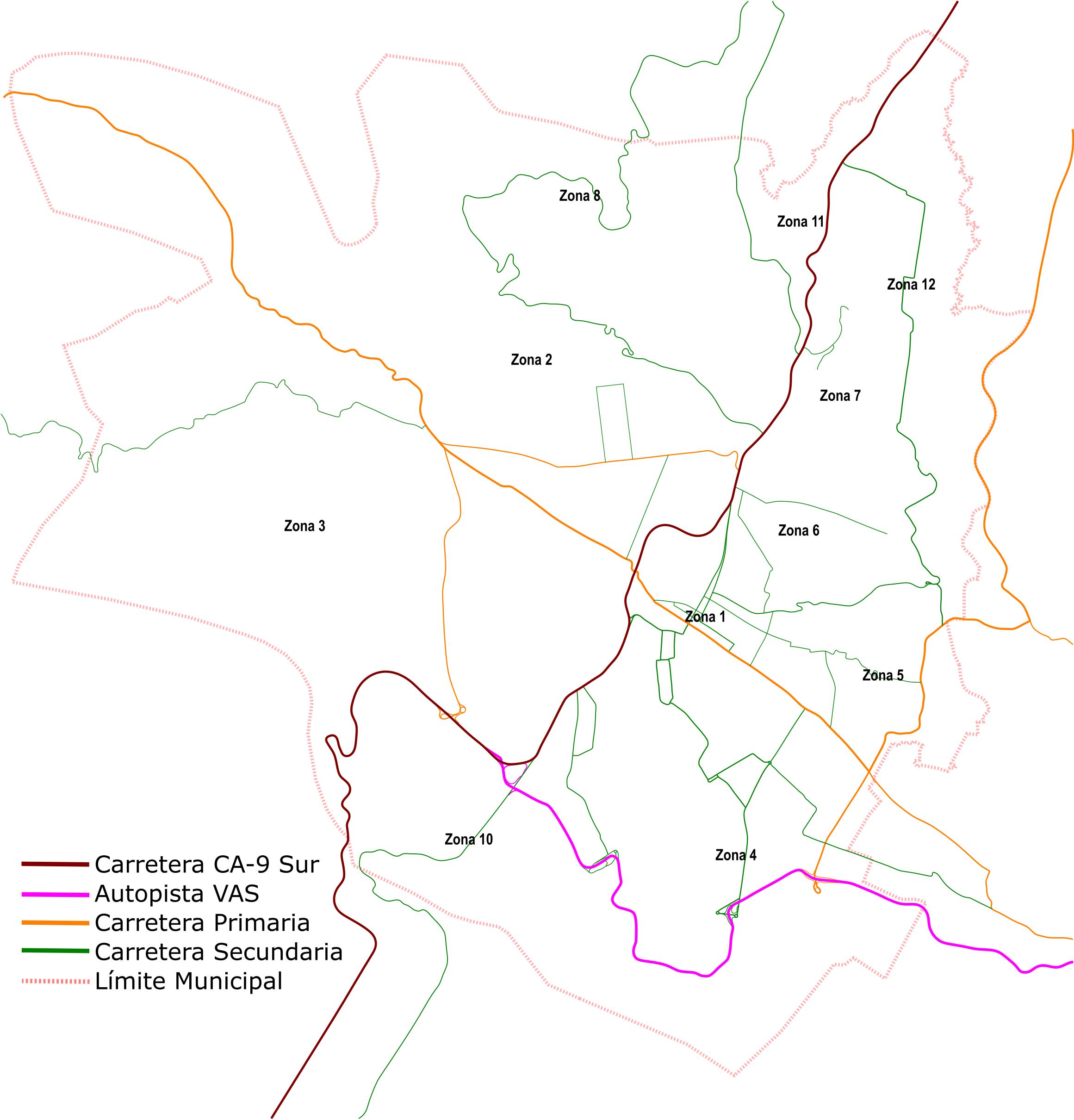
Mapa de las principales carreteras en Villa Nueva.

Entre las Vías de comunicación más importantes dentro del municipio están la autopista CA9-Sur, Autopista VAS, boulevard El Frutal, boulevard Cenma-Frutal, 3.ª Calle (Calle Real), Calzada Raúl Aguilar Batres, Avenida Petapa Sur, Carretera 2N, entre otras.
Las distancias hacia los principales puertos son las siguientes:
| Distancia a principales puertos y fronteras |                |
| Puerto/Frontera                             | Distancia      |
| Puerto Quetzal                              | 97 kilómetros  |
| Puerto Sto. Tomás de Castilla               | 315 Kilómetros |
| Aeropuerto la Aurora                        | 15 Kilómetros  |
| Frontera con El Salvador                    | 145 Kilómetros |
| Puerto de Acajutla (El Salvador)            | 180 Kilómetros |
| Frontera con Honduras                       | 320 Kilómetros |
| Frontera con México                         | 239 Kilómetros |

## Sistema de transporte

### Urbano
La ciudad cuenta con el transporte urbano TransMIO (Movilidad Integral Óptima), La flotilla de buses de este  servicio cuenta con capacidad para 95 pasajeros con cómodos sillones, algunos diferenciados para usuarios de la tercera edad y mujeres embarazadas, así como una rampa para discapacitados. La ruta principal de estas unidades inicia en el centro Comercial Santa Clara pasando por el centro de Villa Nueva y finalizando en Centra Sur vía el Búcaro, de esta manera los usuarios pueden abordar el Transmetro. La segunda ruta del sistema TransMIO inicia en el km 22.5 sobre la ruta al Pacífico frente al Hospital Nacional Especializado de Villa Nueva en la Colonia Plan Grande zona 10, dirigiéndose por la Carretera CA-9 hasta la Central de Transferencia Centra Sur, esta ruta se caracteriza por ser express ya que las unidades no ingresan a la zona 1 de la ciudad. La tercera ruta del sistema TransMIO recorre un total de 16.5km cubriendo 4 zonas de Villa Nueva y la zona 7 de San Miguel Petapa finalizando el recorrido en la colonia Pamplona en la zona 13 de la Capital, dicho recorrido inicia en el parque central  recorriendo la 3.ª calle pasando por el bulevar El Frutal, Ciudad Real, Avenida Petapa finalizando en El Trébol.
La Municipalidad de Villa Nueva ha destinado horarios y unidades colectivas del TransMIO para uso exclusivo de mujeres, esto con el propósito de disminuir la violencia a la mujer y proveer un servicio cómodo y seguro.

### Rutas Alimentadoras
Estas Unidades son operadas por la Ciudad de Guatemala y no tienen costo. Estos autobuses parten desde la Central de Transferencia Centra Sur en la parte norte del municipio con diferentes rutas en las zonas 11 y 12 de Villa Nueva, entre algunos destinos se encuentran las colonias:  Castañas en la zona 11 de Villa Nueva, Villa Lobos I y II, El Mezquital, Las Margaritas, Las Brissas y El Búcaro ubicados en la zona 12 del municipio. El propósito de este servicio es completar la conectividad del sistema de transporte BRT Transmetro que ingresa al área norte de la ciudad de Villa Nueva.

### Extraurbano
La empresa privada de buses "Cootrauvin R.L." es la encargada de los buses extraurbanos en Villa Nueva, estas unidades tienen múltiples rutas dentro del municipio, entre ellas la ruta que conduce del Trébol en la zona 12 de la Ciudad de Guatemala finalizando en la Colonia Santa Isabel (Proyectos) en Villa Nueva, siendo esta la ruta más larga de estas unidades recorriendo aproximadamente 21 km de calles y avenidas de la ciudad capital y Villa Nueva. Otra de las rutas que posee esta empresa es la Ruta Enriqueta-Cenma que abarca desde la Zona 5 de Villa Nueva hasta la zona 1 y finaliza en Centra Sur en la zona 12. Además desde la Central de Transferencia Centra Sur parten también buses con destino a San Miguel Petapa, Amatitlán y Villa Canales pasando por Villa Nueva.

### Central de Transferencia Centra Sur
La Centra Sur (acrónimo de Central de Transferencias Sur), es una estación del servicio de Transmetro que opera entre la Ciudad de Guatemala y Villa Nueva. Está ubicada en el sur de la Ciudad, en la zona 12 de Villa Nueva. Brinda acceso al CENMA (Central de Mayoreo), uno de los mercados más grandes del Área Metropolitana ya que cuenta con un aproximado de 500 metros de largo. Las instalaciones tiene 3 pisos, el segundo y tercer piso es Centro Comercial, el lado norte del segundo piso es estación de Transmetro y el primero es terminal de buses de rutas cortas que viajan hacia las 12 zonas de Villa Nueva y los municipios de San Miguel Petapa, Villa Canales, Amatitlán y departamentos del sur del país.

### Tren ligero
El MetroRiel es un sistema de tren ligero urbano actualmente en construcción que servirá a la Ciudad de Guatemala y Villa Nueva. Se estima un costo inicial de $700 millones de dólares para la primera línea de 20 km de largo que conectará Centra Norte en el área norte de la ciudad con Centra Sur en la zona 12 de Villa Nueva en un lapso de 40 minutos. Este sistema de transporte masivo utilizará el 85% de las vías férreas existentes en la ciudad, actualmente la administradora de infraestructura ferroviaria del país -Ferrovías- está trabajando en mejorar las líneas del  transporte ferroviario en la ciudad, y la Municipalidad de Guatemala construye pasos a desniveles para no obstruir el paso del metro. Se estima que el sistema cuente con un total de 35 vagones y 20 estaciones. Asimismo esta en proceso de evaluación una segunda línea de metro subterráneo que conecte Mixco con la línea 1 del metro y la zona 15 de la ciudad.

## Zonas e Infraestructura
La ciudad está conectada con la principal ciudad del País además de las ciudades que forman parte del área metropolitana de Guatemala. Las personas que viajan de alguna ciudad del sur del país hacia la Capital, utilizan la Central de Transferencia "Centra Sur", localizada al sur de la ciudad de Guatemala en la zona 12 de Villa Nueva. Esta terminal, fue diseñada para reunir a todas las líneas de autobús bajo un mismo techo y de esta manera aliviar parte del congestionamiento del tráfico en la ciudad.
Es importante saber que la ciudad de Villa Nueva está dividida en 11 zonas y cuadrantes siguiendo el viejo sistema español de construir ciudades: Noreste, Sureste, Noroeste y Suroeste. El Centro de Villa Nueva es marcado por la 1.ª calle. La calle comercial más importante es la 3.ª calle de la zona 1. No obstante  las áreas más pobladas son las siguientes:  Altos de Primavera, Mártirez del Pueblo, Mario Alioto, Viñas del Sur, Linda Vista, Ciudad del Sol, Pinares todas ubicadas en la zona 4  y Ciudad Peronia, Jerusalén, Valle Dorado, Planes de Vista Real, La Rotonda, Terrazas III, Mirador San Cristóbal II, Terrazas II de San Cristóbal, Villas Club el Dorado, Valle Alto, Villas del Amanecer I, Villas del Amanecer II, El Calvario, La Serla, Oasis, El Gran Mirador, Emmanuel, Nueva Esperanza Peronia, Roldan y el Paraíso todas ubicadas en la zona 8 del municipio.

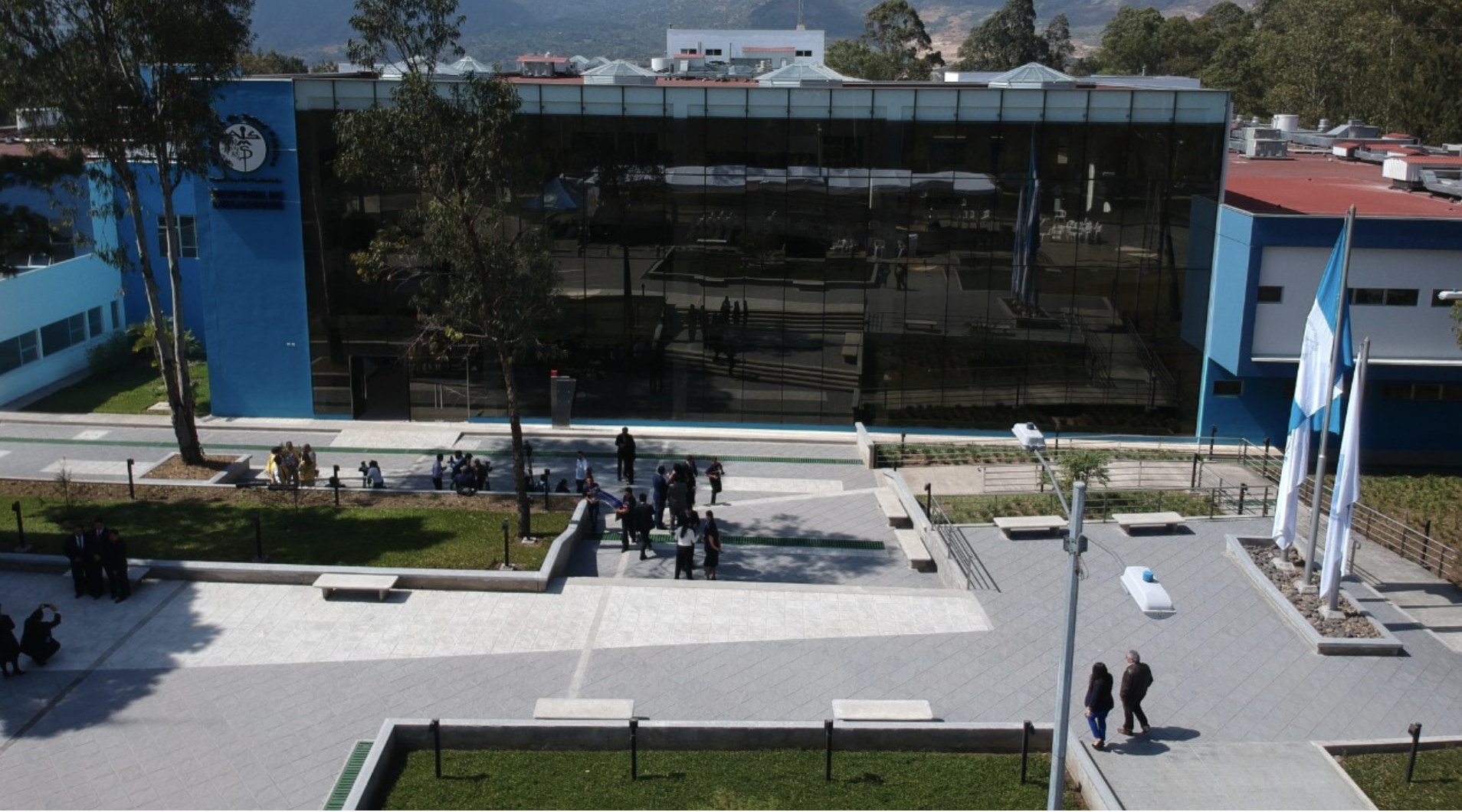
Hospital Nacional Especializado de Villa Nueva

La ciudad cuenta con el Hospital Nacional Especializado de Villa Nueva también conocido simplemente como "Hospital Nacional de Villa Nueva", ubicado en la 55 avenida 12-20, zona 10 Parcelamiento Plan Grande, el cual se destaca por ser un hospital de alta tecnología ofreciendo una gran cantidad de servicios no solamente a la ciudad sino también a los municipios del sur del área metropolitana del país. Además Villa Nueva cuenta con una buena cantidad de clínicas y hospitales privados, el IGSS de Villa Nueva para atender exclusivamente a los trabajadores que cuentan con dicho beneficio.

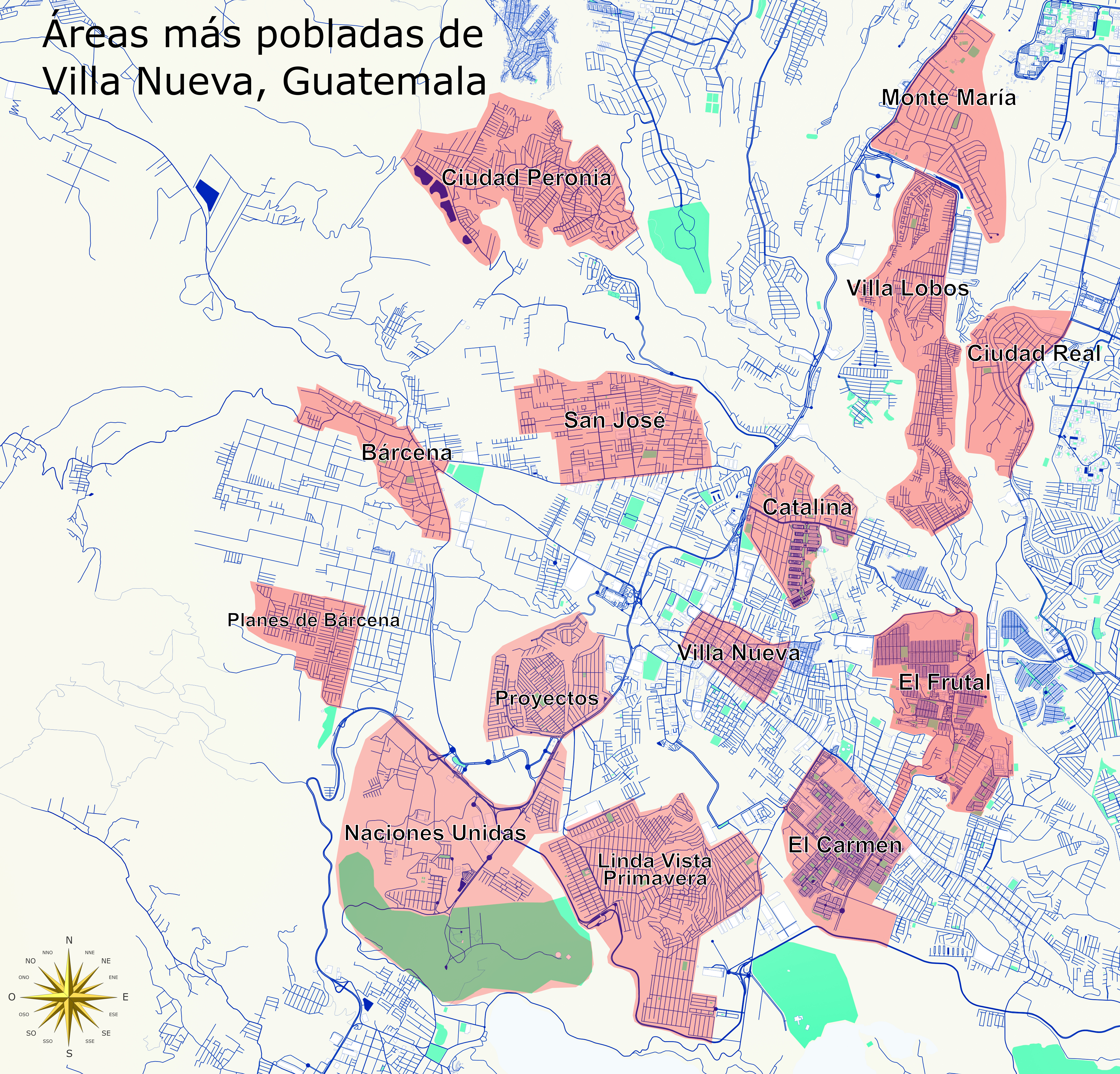
Áreas más pobladas de Villa Nueva

| Categoría              | Listado |
| ---------------------- | --- |
| Colonias               | 1. Villa Nueva-Centro 2. Bárcena 3. San José 4. Ciudad Peronia 5. Proyectos-Sonora 6. Mario Alioto 7. Eterna Primavera 8. Ciudad Real 9. Villa Lobos 10. El Búcaro 11. Castañas |
| Colonias residenciales | 1. El Frutal 2. Naciones Unidas 3. Monte María 4. Balcones de San Cristóbal 5. Condado Catalina 6. Colinas de Monte María 7. Viñas del Sur 8. Condado El Carmen 9. Altos de San José 10. Planes de Bárcenas 11. La Toscana 12. Fuentes 13. Hacienda de las Flores 14. Catalina Linda Vista 15. Linda vista 16. Villa Romana 17. El Tabacal 18. Ciudad del Sol 19. Celajes de San José 20. Luminella 21. TerraNova 22. Planes del Frutal 23. Altos de Bárcenas 24. Verona 25. Ciudad Santa Clara 26. El Paraíso 27. Vila Nova 28. Llano Alto 29. Santa Catalina 30. Santa Isabel 31. Enriqueta 32. Villa Sur |

### Lugares Poblados
Véase también: Anexo:Lugares Poblados de Villa Nueva
 Villa Nueva se posiciona como el tercer municipio más poblado de Guatemala , con un total de 433 734 habitantes hasta el Censo 2018 . El municipio alberga un total de 425 incluidos aldeas, asentamientos, colonias, fincas y villa . Entre los 20 lugares más poblados, vive el 39% de población villanovana. A continuación un listado de los 20 lugares más poblados del municipio de Villa Nueva:
| #           | Código      | Lugar                      | Tipo          | Población | Zona    |
| ----------- | ----------- | -------------------------- | ------------- | --------- | ------- |
| 1           | 115001      | Villa Nueva (Centro)       | Villa         | 16 838    | 1       |
| 2           | 115028      | Barcenas                   | Aldea         | 16 211    | 3       |
| 3           | 115306      | Santa Isabel II            | Colonia       | 14 571    | 3       |
| 4           | 115250      | Ciudad Peronia             | Colonia       | 14 177    | 8       |
| 5           | 115222      | Mártires del Pueblo        | Asentamiento  | 10 024    | 4       |
| 6           | 115355      | Villa Lobos I              | Colonia       | 9 130     | 12      |
| 7           | 115007      | Mario Alioto López Sánchez | Colonia       | 8 871     | 4       |
| 8           | 115180      | Linda Vista                | Colonia       | 7 672     | 4       |
| 9           | 115282      | San José Villa Nueva       | Aldea         | 7 236     | 2       |
| 10          | 115049      | Ciudad Real I              | Colonia       | 7 202     | 12      |
| 11          | 115050      | Ciudad Real II             | Colonia       | 6 419     | 12      |
| 12          | 115147      | La Eterna Primavera        | Colonia       | 6 377     | 4       |
| 13          | 115083      | El Mezquital               | Colonia       | 6 046     | 12      |
| 14          | 115295      | San Miguelito              | Parcelamiento | 6 035     | 5       |
| 15          | 115048      | Ciudad del Sol             | Colonia       | 6 001     | 4       |
| 16          | 115065      | El Bucaro y Las Margaritas | Colonia       | 5 994     | 12      |
| 17          | 115144      | La Esperanza               | Colonia       | 5 863     | 3       |
| 18          | 115328      | Unidos por La Paz          | Asentamiento  | 5 815     | 12      |
| 19          | 115305      | Santa Isabel I             | Colonia       | 5 589     | 3       |
| 20          | 115356      | Villa Lobos II             | Colonia       | 5 256     | 12      |
| Villa Nueva | Villa Nueva | Villa Nueva                | Villa Nueva   | 433 734   | 433 734 |

### IDH por Zonas de Villa Nueva

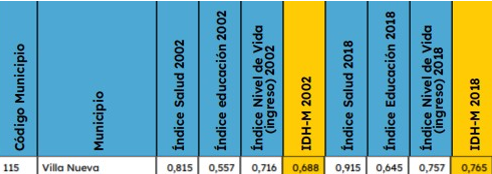
Comparativa Villa Nueva 2002 vs 2018

Véase también: Anexo:Departamentos de Guatemala por IDH
 Villa Nueva posee un IDH de 0,765 categorizado como Alto para el año 2018 , En el 2002 el municipio tenía un IDH de 0,688. Villa Nueva se encuentra en el puesto 9 de 340, teniendo un desarrollo superior al de la media departamental y nacional. Entre las 11 zonas, destacan la Zona 7 de Villa Nueva , los residenciales Colinas de Monte María Sur y Norte , los cuales poseen un IDH Muy Alto de 0,830 , otra zona que destaca es la Zona 10 , Naciones Unidas , que también posee un IDH superior a 0,800. La zona menos desarrollada del municipio es la Zona 4 , que tiene como base Mártires del Pueblo y Mario Alioto , la zona posee un IDH de 0,741.
| Zona        | Lugares                | IDH 2018 | Categoría | Población |
| ----------- | ---------------------- | -------- | --------- | --------- |
| Zona 1      | Centro de Villa Nueva  | 0,762    | Alto      | 16 838    |
| Zona 2      | San José Viilla Nueva  | 0,765    | Alto      | 22 458    |
| Zona 3      | Bárcenas               | 0,763    | Alto      | 59 888    |
| Zona 4      | Mártires del Pueblo    | 0,741    | Alto      | 61 164    |
| Zona 5      | El Frutal              | 0,767    | Alto      | 39 326    |
| Zona 6      | Catalina               | 0,782    | Alto      | 16 229    |
| Zona 7      | Colinas de Monte María | 0,830    | Muy Alto  | 4 971     |
| Zona 8      | Ciudad Peronia         | 0,756    | Alto      | 29 809    |
| Zona 10     | Naciones Unidas        | 0,817    | Muy Alto  | 8 565     |
| Zona 11     | Castañas               | 0,761    | Alto      | 5 731     |
| Zona 12     | Villa Lobos            | 0,773    | Alto      | 62 283    |
| Villa Nueva | Villa Nueva            | 0,765    | Alto      | 327 262   |

### Uso actual del suelo

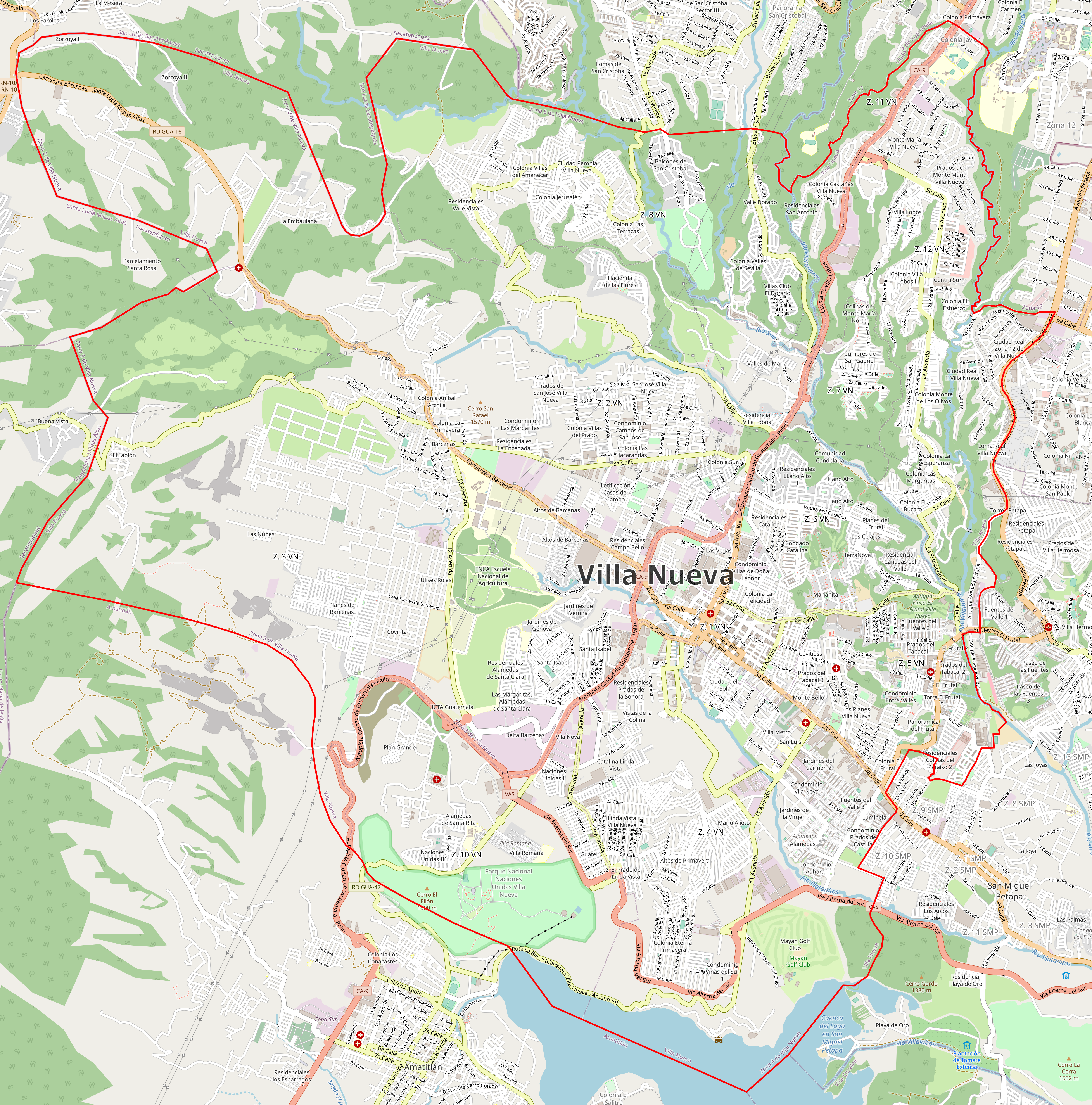
Mapa del uso actual del suelo en Villa Nueva.

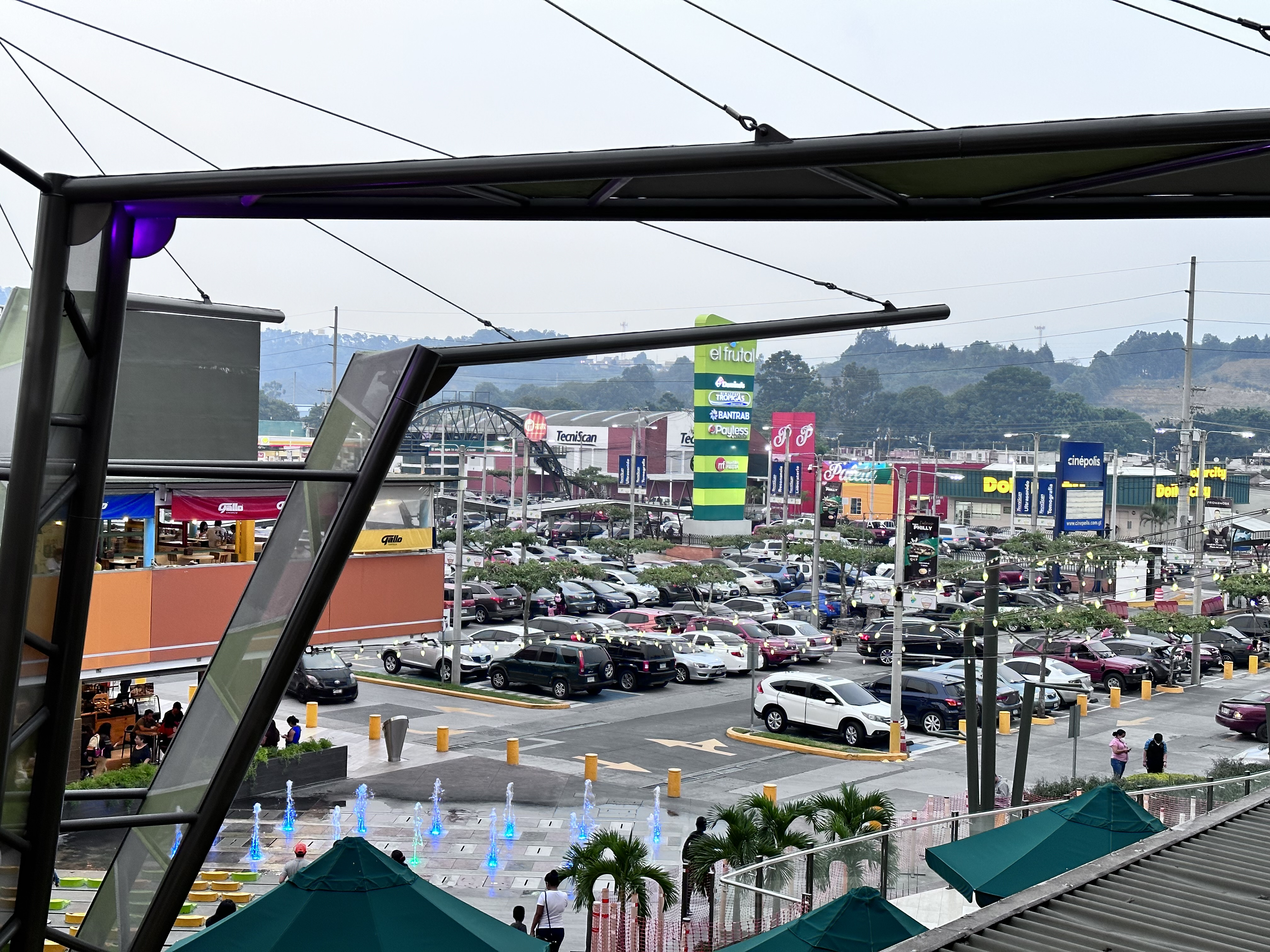
El Frutal es una de las zonas comerciales más grandes de Villa Nueva.

Actualmente la ciudad se divide en 11 zonas y cuenta con 114 km² de superficie, el uso actual de dicha superficie se conforma de la siguiente manera:
| Utilización            | Área en Hectáreas |
| ---------------------- | ----------------- |
| Centros Poblados       | 4,239.4           |
| Industria              | 2,775.4           |
| Bosque de latifoliadas | 810.3             |
| Matorrales             | 377.3             |
| Bosque de coníferas    | 345.2             |
| Hortalizas             | 274.5             |
| Bosque secundario      | 55.6              |
| Servicios y recreación | 27                |
| Cafetales              | 1.3               |
| Lago                   | 0.3               |
| Total                  | 8,907.00          |

| Uso Actual del Suelo en la Ciudad |
| --- |
| |
| Centros Poblados (47.59 %) Industria (31.16 %) Bosque de latifoliadas (9.09 %) Matorrales (4.23 %) Bosque de coníferas (3.87 %) Hortalizas (3.08 %) Bosque secundario (0.62 %) Servicios y recreación (0.30 %) Cafetales (0.01 %) Lago (0.01 %) |

### Dinámica de Urbanismo y Desarrollo
En la ciudad de Villa Nueva predominan los lugares poblados urbanos, es un territorio densa-mente poblado con una alta demanda residencial habitada por aproximadamente 1 millón y medio de personas, es una ciudad altamente influida por su adyacencia a la Ciudad de Guatemala y su área metropolitana de la que forma parte. Villa Nueva ha presentado un crecimiento urbano acelerado en los últimos años estimulando así el desarrollo de negocios inmobiliarios dentro de su territorio. Desde mediados del siglo XX desarrolladores, promotores, constructores y compradores de viviendas han demostrado interés y preferencia por este territorio para la construcción de condominios y residenciales, esto derivado a la atractiva posición territorial estratégica y privilegiada al sur de la capital de la Nación. Su cercanía a esta y la fuerte influencia que presenta ha hecho del municipio un territorio de fácil acceso a fuentes de trabajo, estudio y capacitación, además de obtener todos los servicios de una ciudad de primera categoría ofreciendo bienestar a sus habitantes y como resultado migración de nuevos residentes a esta ciudad.
Además de la división política de Villa Nueva (11 Zonas), el municipio está dividido territorialmente en dos partes, la este y oeste en donde la parte este a demostrado un alto crecimiento urbano en las últimas décadas. Dicha división está hecha por la autopista CA-9 que atraviesa el municipio.

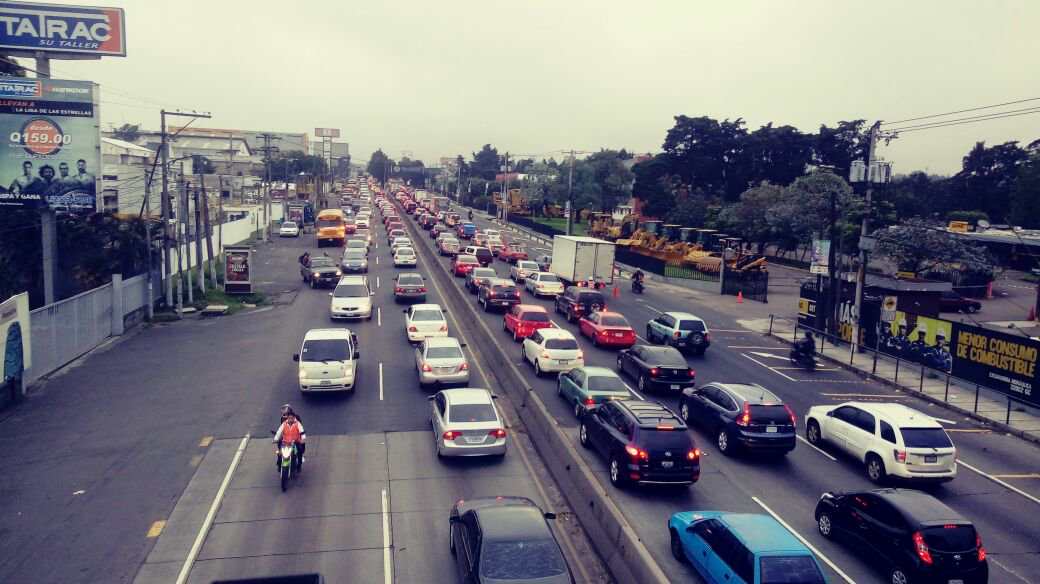
La Autopista CA-9 Sur es la que divide en dos partes a Villa Nueva. La zona este y oeste.

## Economía

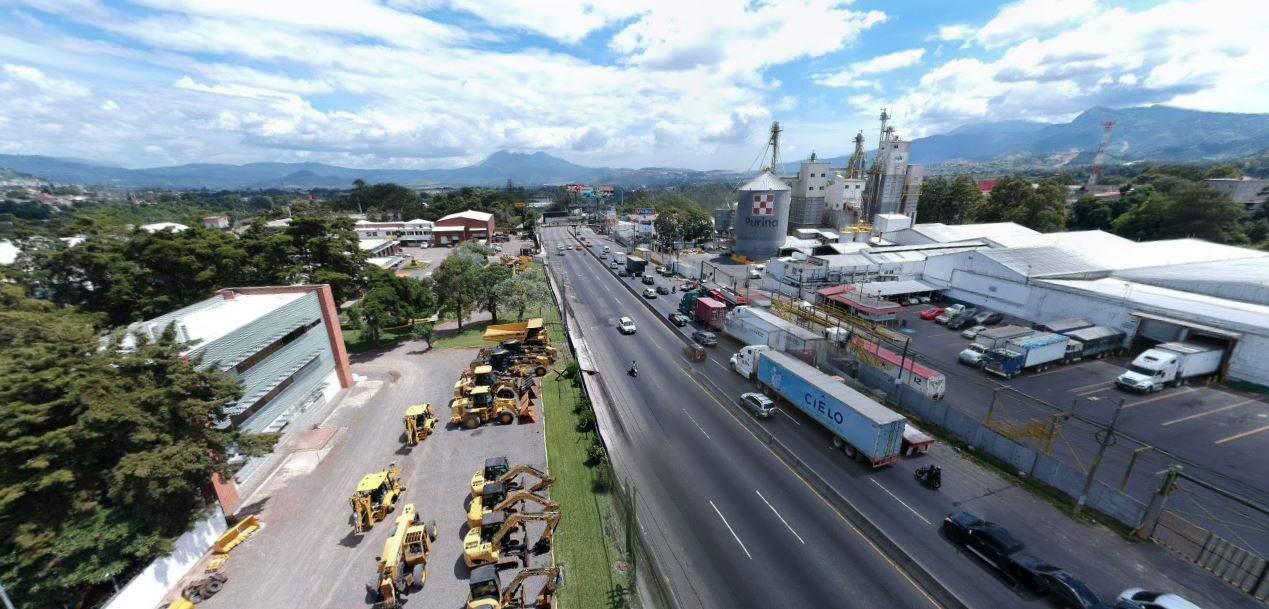
Villa Nueva concentra el 12 % de la industria a nivel nacional contando con un total de casi 100 tipos de industrias.

Villa Nueva al formar parte de la Mancomunidad Gran Ciudad del Sur y del Departamento de Guatemala obtiene ventajas económicas para su jurisdicción pues su ubicación hace del municipio un lugar con una alta oportunidad para nuevos desarrollos, existe un alto potencial para desarrollar complejos de ofibodegas y parques industriales dentro del municipio. Actualmente Villa Nueva concentra el 12 % de la industria a nivel nacional contando con un total de casi 100 tipos de industrias de diferente tipo de producción, entre las que figuran, 22 de alimentos, 6 de plástico, 1 de yeso, 5 de textiles, 38 de metalurgia, 11 de químicos, 8 de papel y madera, 5 laboratorios de farmacéutica, entre otros. Además del área industrial el municipio cuenta con muchos proyectos habitacionales lo cual ayuda positivamente a la plusvalía y la economía del sector y a la economía de Guatemala.
La ciudad es una zona muy importante económicamente dentro del Área Metropolitana de Guatemala, de los 114 km² de superficie de la ciudad un total de 36 km² es utilizado para uso industrial, lo que representa un 31.16 % del total de la superficie dentro de la jurisdicción municipal.

## Universidades

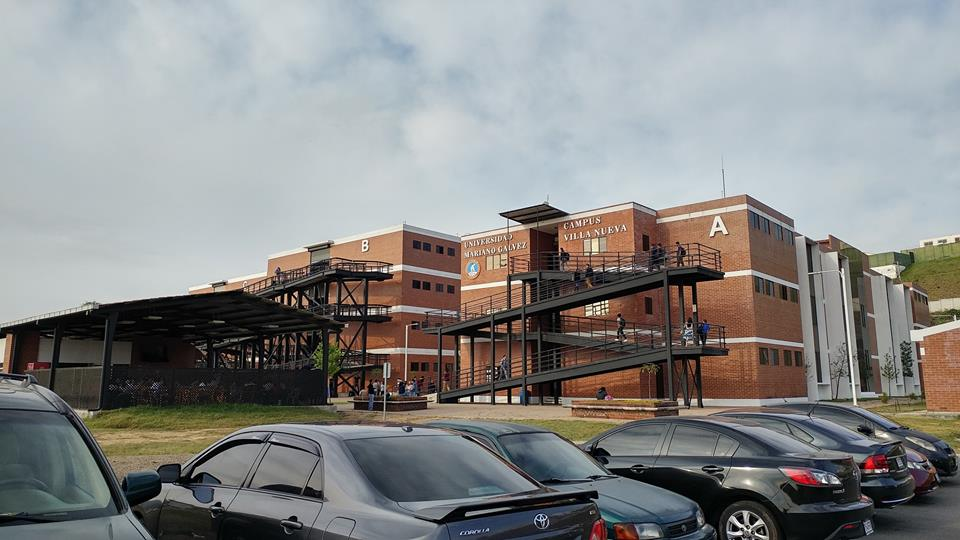
Edificios de la Universidad Mariano Gálvez de Guatemala en la zona 10 de Villa Nueva.

- Universidad Mariano Gálvez de Guatemala
- Universidad Galileo
- Universidad Rural
- Universidad Regional de Guatemala
- ENCA
- INTECAP

## Cultura

### Algunos sitios de interés
Entre los sitios de interés destacados de Villa Nueva se encuentran los siguientes:
- Parque nacional Naciones Unidas

El Parque nacional Naciones Unidas es un área protegida en la zona 10 de Villa Nueva, consiste en un parque arbolado que ocupa una superficie de 4,91 kilómetros cuadrados, ubicado a 21 km al sur de la Ciudad de Guatemala,  jurisdicción de la ciudad de Villa Nueva en el país centroamericano de Guatemala y al norte del lago de Amatitlán.
- Complejo Deportivo Guatel

Las Oficinas Centrales de Guatel se encuentra en el Kilómetro 21 Ruta al Pacífico Barcenas, Villa Nueva en las instalaciones del Complejo Deportivo de Guatel donde se encuentra el Centro recreativo familiar y salón de eventos en contacto con la naturaleza.
- Centro Vacacional El Filón

Este centro vacacional fue construido en 1974, pero cerrado en el año 2001. Tras una remodelación que incluyó cambios en su infraestructura general, tanto en diseño como en decoración, se abrió nuevamente al público en el año 2005. Para llegar al Centro Vacacional “El Filón” es necesario ingresar por la entrada del parque Naciones Unidas, ubicado en la antigua carretera a Amatitlán, km.22 a un costado de la autopista VAS en la zona 10 de Villa Nueva. Se encuentra a una distancia de 28 km de la ciudad capital de Guatemala y a 5,400 pies sobre el nivel del mar.
- Mayan Golf Club

Ubicado en la Finca El Zarzal 22 Avenida 3-41 Zona 4, Villa Nueva. El primer campo de Golf en Guatemala y Centroamérica. Para los conocedores fue evidente que el campo del Mayan Golf Club en Villa Nueva se construyó con todos los elementos que le aseguraban ostentar calidad mundial en su trayecto. Este espacio se enclavó en un lugar pintoresco, donde tanto guatemaltecos como extranjeros se sentían a gusto gracias a que gozó de una nueva dimensión de amplitud y complejidad. En las décadas de 1960 y 1970, el Mayan Golf Club pasó a ser la mayor comunidad de golfistas en Centroamérica, con 450 socios, de los cuales más de 100 eran jugadores, parte de su éxito fue el continuo impulso a la práctica del deporte entre sus socios, de la mano del profesor Galindo Arenas. En una época donde Guatemala punteaba en los listados regionales, el club era reconocido por ser un semillero de golfistas de renombre.
- Turicentro El Paraíso

El Turicentro El Paraíso se encuentra en la Colonia Paraíso del Frutal en la zona 5 de Villa Nueva, cuenta con piscinas y áreas para churrasqueras, así como parqueo para buses y vehículos particulares, es una buena opción para los que viven en ese sector de Villa Nueva.
- Parque Central de Villa Nueva

Ubicado a 17 km en el centro de Villa Nueva esta el parque Central, lugar de diversas actividades culturales. Es conocido por los Villanovanos como parte de la historia del municipio. Es visitado por vecinos para disfrutar de las ventas de tostadas y atoles por la tarde mientras se escucha el canto de las aves que se refugian en la ceiba nacional.
- Centros Comerciales

Uno de los Centros Comerciales más grandes de la ciudad es el CC El Frutal ubicado en la zona 5 de Villa Nueva, que cuenta con salas de Cinepolis mientras que en la zona 4 de Villa Nueva se encuentra el CC Metrocentro que atrae vecinos por sus novedosas salas de Cinemark, ambos comerciales atraen miles de clientes a diario ya que ofrecen diversas opciones en compras y amplio parqueo.
- Castillo de Dorión

El Castillo de Dorión es un Castillo de estilo medieval ubicado en la cuenca del Lago de Amatitlán a 24 km de la Ciudad de Guatemala dentro de la jurisdicción de Villa Nueva. El ingreso al castillo es por la carretera La barca-Villa Nueva, a un costado del parque municipal Paseo del Lago. Aunque el ingreso para el público no esta permitido el castillo es un atractivo turístico del lago de Amatitlán y del municipio de Amatitlán.

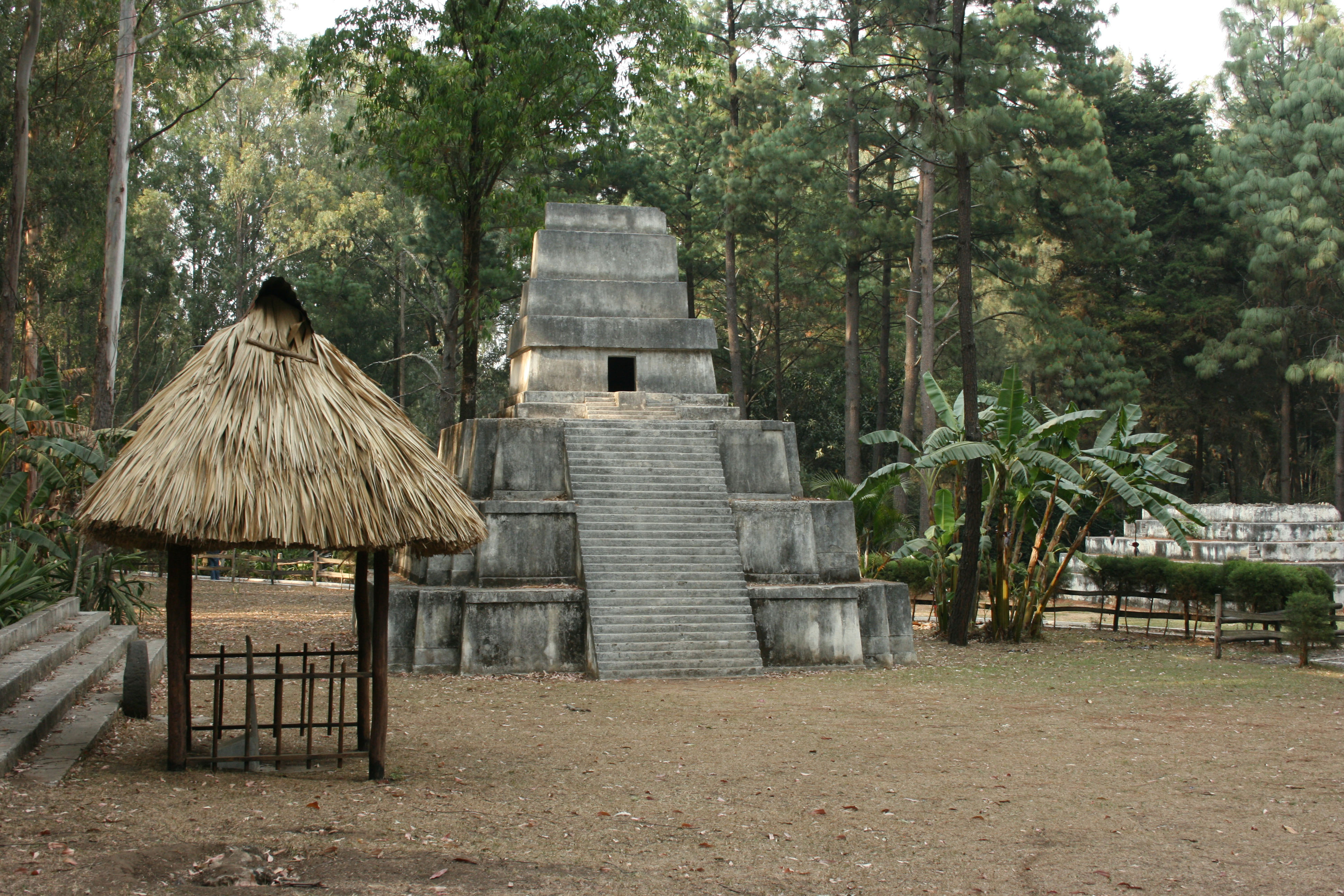
Réplica a escala de una Pirámide Maya en el Parque nacional Naciones Unidas.
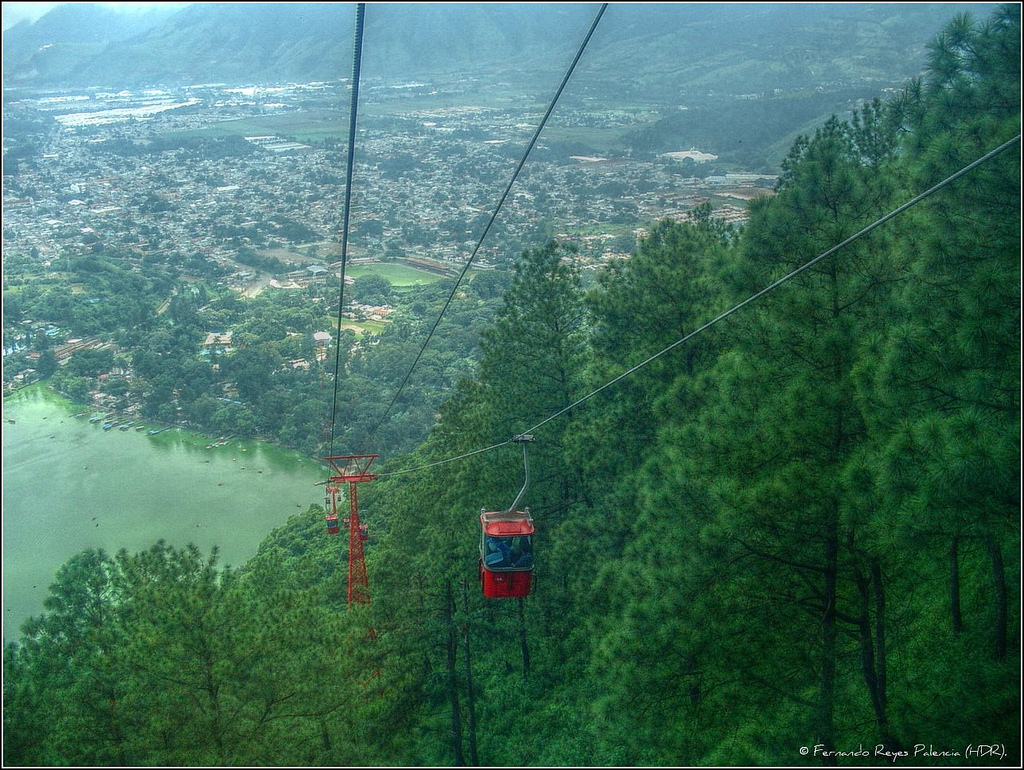
Vista al Lago de Amatitlán y Amatitlán desde El Filón cuando el Teleférico estaba en operaciones.
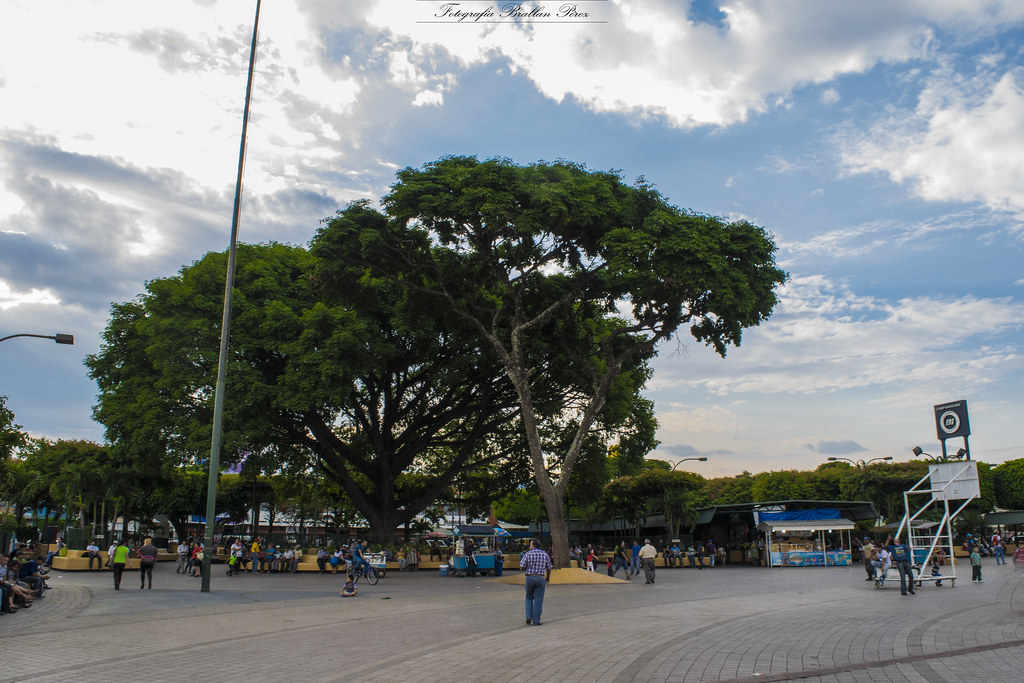
Parque Central de Villa Nueva.
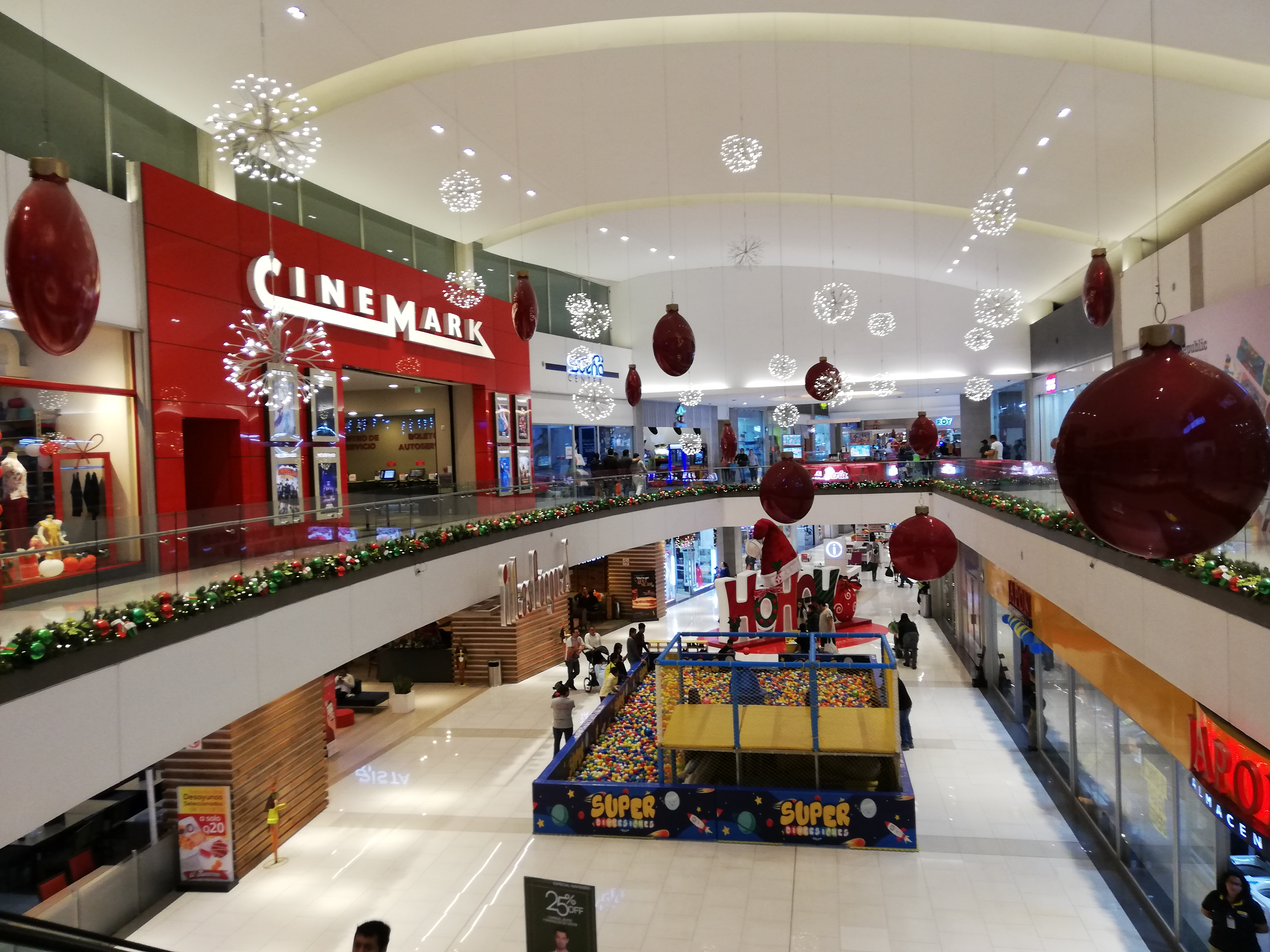
C.C. Metrocentro zona 4 de Villa Nueva.
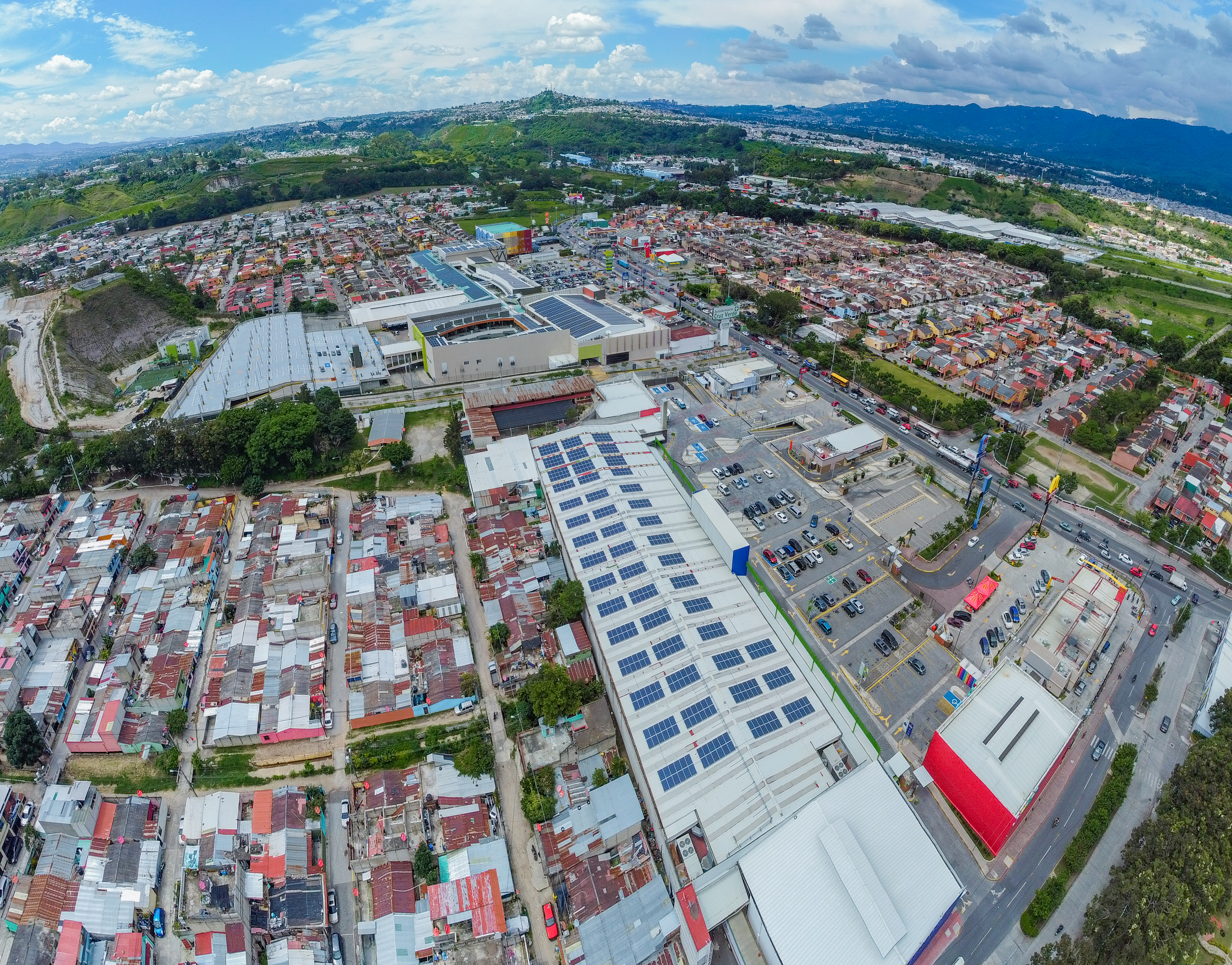
C.C. El Frutal zona 5 de Villa Nueva.
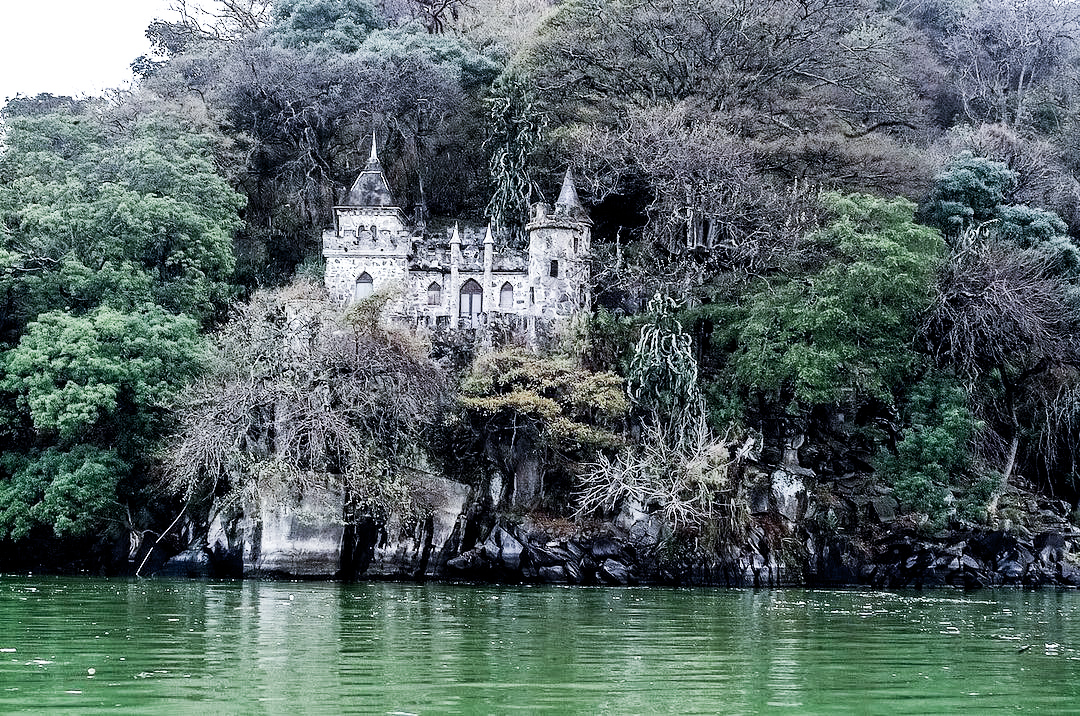
El Castillo de Dorión ubicado en la cuenca del lago de Amatitlán en Villa Nueva.
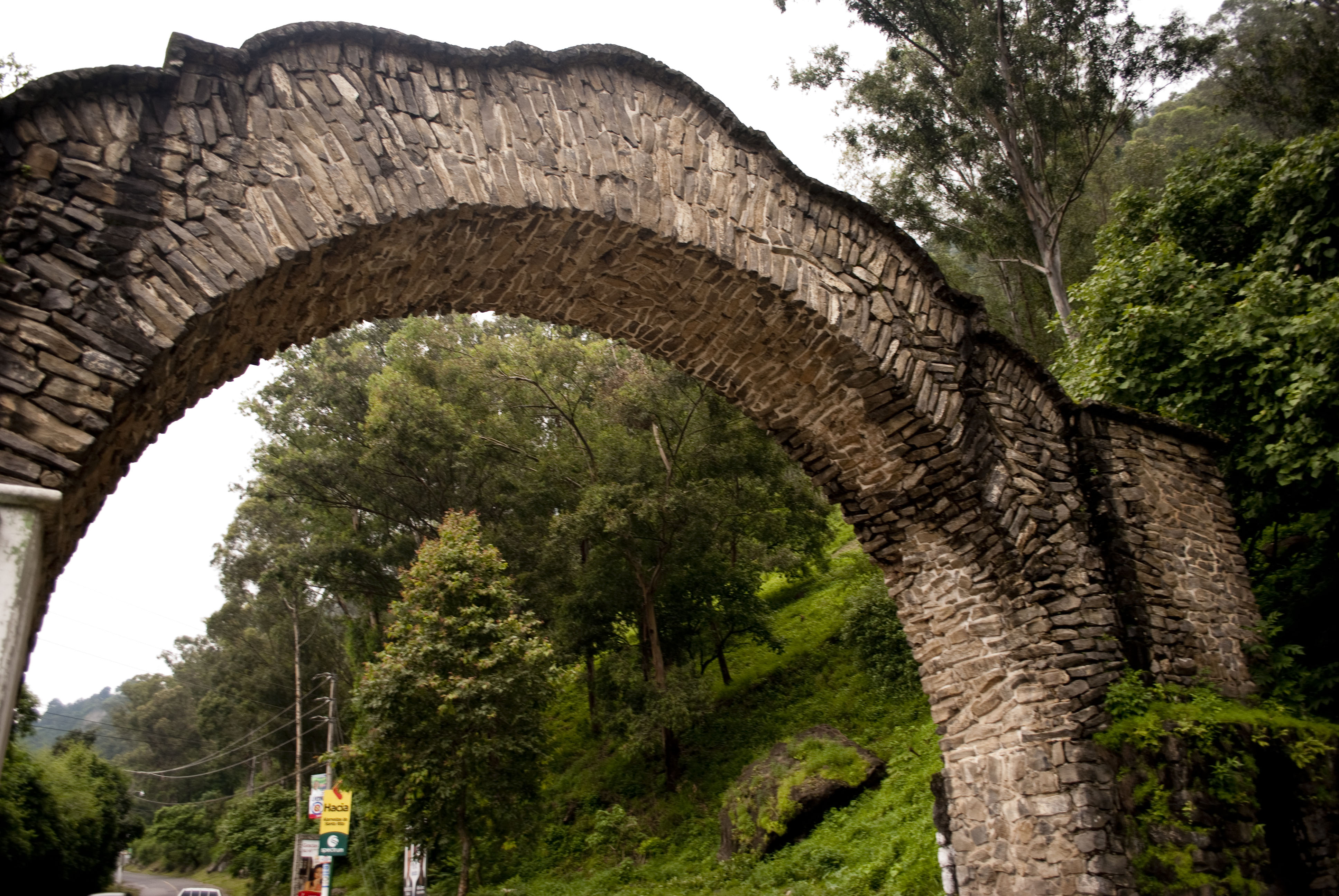
El Arco de Piedra ubicado entre Amatitlán y Villa Nueva.
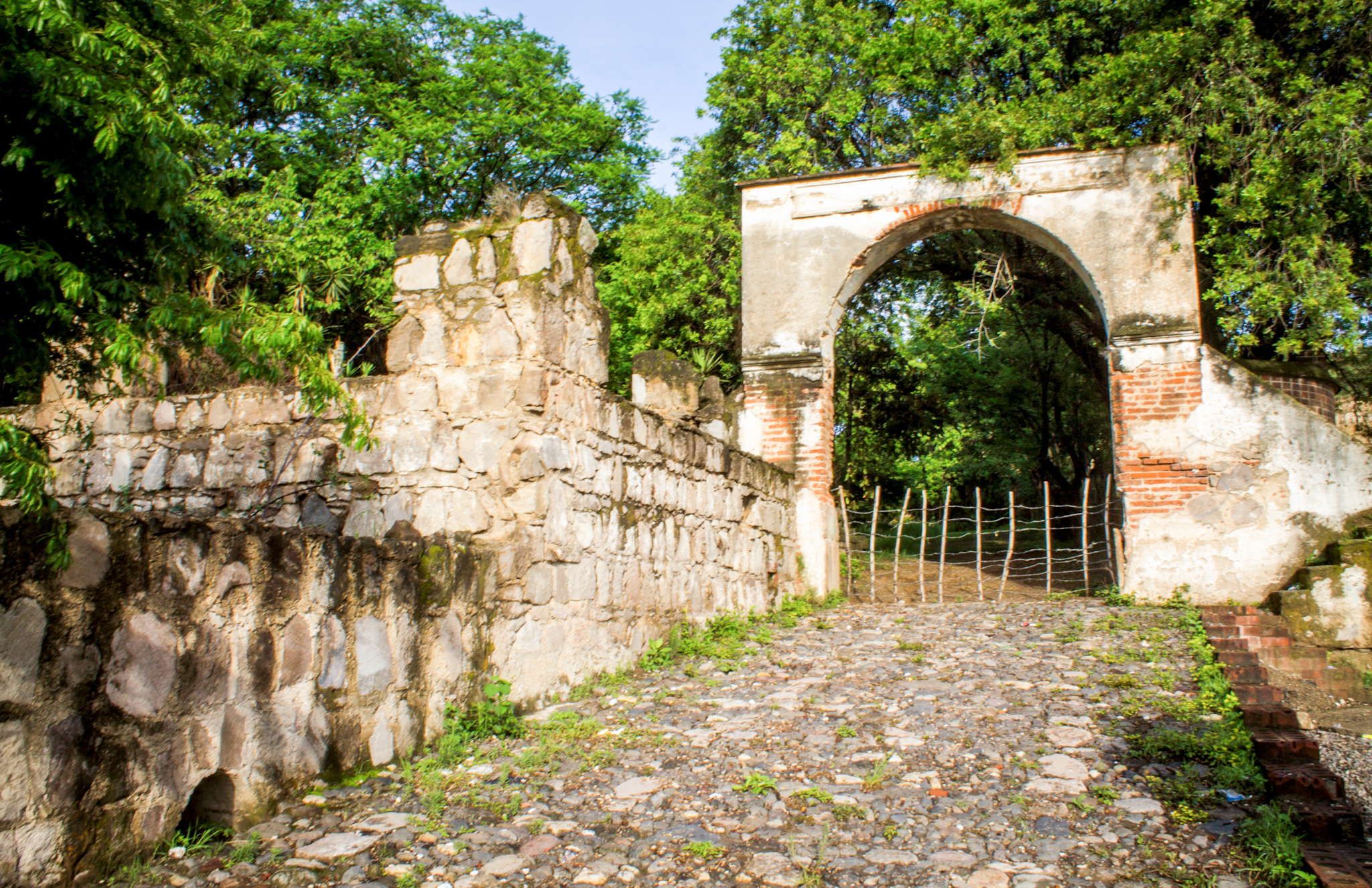
Entrada a la Antigua Finca El Frutal.

### Fiestas
La fiesta patronal es el 8 de diciembre en honor a la Inmaculada Concepción de María y el mismo nombre lleva la parroquia, así como el municipio: Villa Nueva de la Concepción.
Se celebran otras fiestas tradicionales y de manifestación religiosa, entre las que sobresale: la Cuaresma y Semana Santa, y Corpus Christi; cada 16 de octubre se celebra el día de consagración de Jesús del Trujillo y los devotos lo llegan a ver, a disfrutar de un platillo típico y de un concierto de marimbas. El 1 de noviembre con la visita al cementerio a todos los difuntos, la cual inicia en la noche del 31 de octubre y la calle real se cierra al paso de vehículos y se ve colmada de familias que acuden al cementerio local a remozar y adornar las tumbas de sus seres queridos.
El "baile de los fieros" o enmascarados. Es una de las tradiciones más representativas del municipio, la cual se lleva a cabo el 1 de noviembre de cada año y es considerado patrimonio cultural de la Nación desde 2005. Los fieros salen a las siete de la mañana desde el parque central del municipio hacia el cementerio general, los participantes están disfrazados según el tema seleccionado para el año. Esta tradición  surge como una burla a los españoles y por otro lado, como una manera de alejar o espantar a los malos espíritus en el día de Todos los Santos. Luego esta tradición, pasó a ser popular y en ella se pone de manifiesto muchos aspectos de la vida diaria de la sociedad villanovana, nacional y extranjera. Además, el 1 de noviembre es un día de asueto en todo el país, por lo cual la participación es masiva.
Durante nueve meses del año, también réplicas de la imagen de la patrona La Inmaculada Concepción visitan los hogares de los devotos del municipio, iniciando el 20 de abril de cada año. La Virgen es llevada en pequeñas procesiones en horas de la noche de residencia en residencia de los devotos, celebrando el retorno a la parroquia el día 6 de diciembre; el día 7 de diciembre, es el rezado o procesión final de las visitas que hace la Inmaculada, el 8 de diciembre se quema el tradicional castillo de luces dedicado a la patrona Inmaculada Concepción de María, siendo esta una fiesta. con mucho fervor y devoción para los católicos del municipio y muchos visitantes de diferentes lugares de la república.